# 俄羅斯入侵烏克蘭時間軸 (2025年7月)

俄羅斯入侵烏克蘭的動態地圖（參見可交互的俄烏戰爭詳細地圖）

本條目主要列出俄羅斯入侵烏克蘭在2025年7月的過程。

## 7月1日
烏克蘭地方政府表示，截至01日上午9時，俄羅斯在過去24小時內襲擊赫爾松、蘇梅、尼古拉耶夫、第聶伯羅彼得羅夫斯克、頓涅茨克、盧甘斯克、切爾卡瑟、哈爾科夫、扎波羅熱和切爾尼戈夫等地，至少造成4名平民死亡，26名平民受傷。烏克蘭空軍表示，俄羅斯午夜至凌晨期間，對烏克蘭發動無人機襲擊，俄軍從布良斯克、庫爾斯克、沙塔洛沃、奧廖爾、濱海阿赫塔爾斯克區地區發射47架見證者-136無人機和不明型號無人機，防空系統在各地擊落14架無人機。另有33架無人機因電子戰措施，未能擊中目標。第聶伯羅彼得羅夫斯克州州長表示，俄軍對該州胡利亞伊波萊發射2枚伊斯坎德爾-M彈道導彈，造成人員傷亡。其後，烏克蘭總統澤連斯基表示，俄軍對胡利亞伊波萊的襲擊中，導致第110獨立機械化旅指揮官謝爾希·扎哈雷維奇死亡，30人受傷。烏克蘭國家警察表示，俄軍襲擊頓涅茨克州波克羅夫斯克一輛載有3名受傷平民的疏散車輛，至少造成其中1名平民死亡。
烏克蘭武裝部隊總參謀部表示，自全面入侵以來，俄羅斯在烏克蘭損失1,020,980名士兵，過去一天俄軍有970人傷亡，累計損失10,983輛坦克、22,928輛裝甲戰鬥車輛、53,696輛車輛和油箱、29,754門火砲系統、1,427套多管火箭系統、1,190套防空系統、420架飛機、340架直升機、42,940架無人機、3,436枚巡弋飛彈、28艘船隻和1艘潛艦等。總參謀部表示，烏克蘭襲擊俄羅斯武裝部隊第8聯合武裝軍在俄佔頓涅茨克地區一個指揮所。烏克蘭無人機亦襲擊俄羅斯薩拉託夫州薩拉託沃金澤斯煉油廠，對該設施造成破壞。烏克蘭國防部情報總局公布片段顯示，烏克蘭自行研發和生產的「海狸」無人機成功在俄佔克里米亞擊中多過俄羅斯防空資產和一架戰鬥機，形容無人機正有效地「啃咬」俄羅斯昂貴的防空系統。
俄佔地區傳媒報道，烏軍襲擊俄佔盧甘斯克地區的後勤樞紐和石油倉庫以及俄佔頓涅茨克地區的軍事基地。
烏克蘭傳媒「基輔獨立報」引述烏克蘭國家安全局消息報道，烏克蘭無人機襲擊距離前線1千3百多公里的俄羅斯伊熱夫斯克市的一座大型軍事工廠，指出該工廠為俄羅斯軍方生產防空系統和攻擊無人機。
美國傳媒「Politico」引述美國國防部消息報道，美國五角大樓政策負責人科爾比在對美國彈藥庫存進行審查後決定暫停向烏克蘭交付已獲批准的武器，主要原因是擔心炮彈、防空導彈和精密彈藥的數量減少。已獲批准而被扣留的武器包括愛國者防空導彈、精密火炮彈、AGM-114地獄火導彈、無人機和能夠從烏克蘭擁有的F-16戰機發射的武器。美國白宮副新聞秘書凱利回應報道時表示，國防部的決定是在審查美國對全球其他國家軍事支援後，將美國國家利益放在第一位後作出的。烏克蘭外交部表示，應烏克蘭外交部長西比哈的請求，烏克蘭外交部副部長貝察會見美國駐烏克蘭臨時代辦金克爾，警告在支持烏克蘭國防能力方面，任何拖延或猶豫只會鼓勵俄羅斯繼續戰爭和恐怖活動，而不是追求和平。強調烏克蘭對美國援助的感謝，並強調繼續交付至關重要，特別是防空系統。烏克蘭國防部表示，烏克蘭尚未收到美國關於暫停或重新安排軍事援助的任何正式通知，正在努力核實商定的援助計劃中所有要素的現狀，並要求與美國國防部官員通電話進一步澄清。烏克蘭總統顧問波多利亞克表示，交付仍在繼續，停止為保護烏克蘭平民的愛國者系統提供導彈看起來非常奇怪和不人道。俄羅斯總統新聞秘書佩斯科夫則表示，歡迎相關報道，認為美國停止向烏克蘭提供部分武器的決定可能有助於結束俄羅斯在烏克蘭的戰爭。
烏克蘭總統澤連斯基簽署建立侵略烏克蘭特別法庭的批准檔案，標誌著向起訴俄羅斯領導層邁出重要一步。澤連斯基指出必須迅速批准該協議，以便啟動建立法庭的過程，自己已指示烏克蘭政府緊急向烏克蘭國會提交必要的立法修改，以確保基輔充分執行協議。要求國會議員將此作為當務之急，並敦促議員毫不拖延地通過必要的立法。
俄羅斯克里姆林宮表示，總統普京與法國總統馬克龍通電話，是自俄羅斯全面入侵烏克蘭以來首次，兩人通話2個多小時。克里姆林宮指出普京在通話中表示俄羅斯的行動是西方列強政策的直接後果，認為西方忽視俄羅斯的安全利益，在烏克蘭建立反俄的橋頭堡。而法國愛麗舍宮則表示，總統馬克龍提到法國堅定不移支援烏克蘭的主權和領土完整，呼籲儘快建立停火和開始談判，雙方將繼續討論俄羅斯在烏克蘭的戰爭。兩人通話後，馬克龍致電烏克蘭總統澤連斯基，討論馬克龍與普京的通話，消息指馬克龍與澤連斯基的通話具建設性，並確認普京對戰爭的立場保持不變，沒有表現出結束烏克蘭戰爭的意願。
烏克蘭武裝部隊總司令瑟爾斯基表示，近期俄軍多次襲擊烏克蘭的軍事訓練設施導致多名軍人死傷，已下令禁止在訓練設施集中士兵和裝備，以確保和提高培訓中心和場地的軍人安全。
烏克蘭國防部情報總局局長布達洛夫表示，北韓已經開始在平壤使用由俄羅斯提供的鎧甲-S1防空系統，認為北韓利用提供兵力換取相關裝備，而且俄羅斯派遣軍官培訓北韓士兵使用防空系統。
烏克蘭國會人權監察員魯賓內茲表示，社交媒體流傳影片顯示，俄軍可能處決了一名烏克蘭戰俘，影片顯示戰俘被綁在摩托車上，然後在路上被拖行。已經向聯合國和紅十字國際委員會提交關於戰爭罪嫌疑的正式信函。
美國總統烏克蘭問題特使凱洛格回應俄羅斯總統新聞秘書佩斯科夫29日指出美國和烏克蘭正在拖延和平的言論時表示，佩斯科夫最近對談判狀況的評論是「歐威爾主義」，聲稱美國和烏克蘭拖延和談是沒有根據，總統特朗普一直堅持不懈地在結束戰爭方面取得進展。敦促立即停火，並進行三方會談以結束戰爭，俄羅斯不能繼續拖延時間和轟炸烏克蘭的平民目標。凱洛格亦回應白俄羅斯總統盧卡申科聲稱，兩人6月21日的會談中，盧卡申科向凱洛格轉達俄羅斯總統普京的立場，表明如果烏軍停止對俄羅斯進行無人機襲擊，普京願意考慮在烏克蘭停火。盧卡申科聲稱凱洛格當時表示將朝著這個方向努力。但凱洛格否認自己同意努力阻止烏克蘭對俄羅斯的無人機襲擊，批評是斷章取義，歪曲談話的實質內容。指出在談話中，只討論全面和無條件的停火。
德國總理默茨表示，是否向烏克蘭提供金牛座遠程巡航導彈的決定仍然在考慮中，強調德國不會成為戰爭的一方。
伊朗外交部表示，傳喚烏克蘭駐伊朗代表，抗議基輔對以色列和美國最近對伊朗發動襲擊的不當言論，指控烏克蘭官員無視烏克蘭在尊重聯合國原則和宗旨方面的國際法律義務，威脅如果此類言論重演，將面臨無法估計的後果。
阿塞拜疆俄語傳媒「Minval」報道，獲得一封包含證詞、音頻片段和技術細節的匿名信顯示2024年12月25日阿塞拜疆航空8243號班機空難的細節，匿名信中包括一份手寫陳述記錄由俄羅斯防空軍官德米特里·謝爾蓋耶維奇·帕拉季丘克上將簽署，其中提到他是在俄羅斯國防部的直接命令下授權導彈發射，當時帕拉季丘克上尉負責格羅茲尼市的防空警戒任務。事發當日上午5時40分，其所屬部隊接到進入全面戰備狀態的命令，由於執勤陣地移動信號接收不良，且缺乏有效的有線通信，指揮協調工作嚴重依賴於不穩定的移動網絡。8時11分，雷達探測到一個疑似目標並對其進行跟蹤，儘管已向指揮中心彙報因濃霧無法通過光學設備確認是否烏克蘭的空中目標，但帕拉季丘克仍接到電話指令摧毀目標，隨後向該目標發射兩枚導彈，第一枚導彈沒有命中目標，第二枚則在距離目標足夠近的地方爆炸，彈片擊中飛機。其中一段錄音可以聽到，一名男子用俄語下達導彈發射命令，隨後傳來疑似發射的聲響，同一聲音稱目標未被命中，繼而下令發射第二枚導彈。俄羅斯三間獨立媒體「Agentstvo」、「Astra」和「The Insider」均證實匿名信的真確性。阿塞拜疆總檢察長辦公室表示，正在確認相關信息。

## 7月2日
烏克蘭地方政府表示，截至02日上午9時，俄羅斯在過去24小時內襲擊赫爾松、蘇梅、尼古拉耶夫、第聶伯羅彼得羅夫斯克、頓涅茨克、盧甘斯克、切爾卡瑟、哈爾科夫、扎波羅熱和切爾尼戈夫等地，至少造成2名平民死亡，33名平民受傷。烏克蘭空軍表示，俄羅斯午夜至凌晨期間，對烏克蘭發動導彈和無人機襲擊，俄軍從庫爾斯克地區發射4枚S-300導彈、從布良斯克、庫爾斯克、沙塔洛沃、米列羅沃、濱海阿赫塔爾斯克區地區發射114架見證者-136無人機和不明型號無人機，防空系統在各地擊落40架無人機。另有39架無人機因電子戰措施，未能擊中目標。
烏克蘭武裝部隊總參謀部表示，自全面入侵以來，俄羅斯在烏克蘭損失1,022,090名士兵，過去一天俄軍有1,110人傷亡，累計損失10,985輛坦克、22,931輛裝甲戰鬥車輛、53,786輛車輛和油箱、29,794門火砲系統、1,427套多管火箭系統、1,191套防空系統、420架飛機、340架直升機、43,013架無人機、3,436枚巡弋飛彈、28艘船隻和1艘潛艦等。總參謀部表示，一個小型的俄羅斯偵察部隊設法短暫地進入位於第聶伯羅彼得羅夫斯克州邊緣的達赫內村，並使用俄羅斯國旗拍照，但烏軍已經將他們趕離當地。並指出俄軍加緊努力突破烏克蘭東部頓涅茨克州和第聶伯羅彼得羅夫斯克州之間的行政邊界，但未能成功。
俄羅斯Telegram頻道報道，烏克蘭襲擊俄佔頓涅茨克地區哈爾察茲克鎮一個彈藥庫，導致大規模爆炸。烏克蘭國家安全局表示，使用無人機成功瞄準位於俄佔頓涅茨克地區哈爾察茲克鎮的俄羅斯彈藥庫，晚上10時開始發生爆炸，隨後發生二次強烈爆炸和持續焚燒。
俄羅斯聯邦安全理事會副主席、前總統梅德韋傑夫表示，2025年1月至7月，超過21萬名俄羅斯人與國防部簽訂在烏克蘭作戰的合同。另有1萬8千人加入志願者單位。
烏克蘭國防部情報總局局長布達洛夫表示，俄羅斯有能力在一次攻擊中對烏克蘭發射多達500架伊朗製見證者系列攻擊無人機，但不可能每天這樣做。目前俄羅斯正在透過改進受控接收模式天線系統來升級見證者系列無人機的能力，該系統可以保護無人機免受GPS干擾。
烏克蘭總檢察長辦公室表示，烏克蘭檢察官記錄俄軍處決273名烏克蘭戰俘的案件，已經提起77起與殺害戰俘有關的刑事案件，只有2人被定罪，另外共有188人因各種戰爭罪被定罪，其中包括18名被俘的俄羅斯士兵和1名平民，其餘的人在缺席情况下被定罪。
烏克蘭國家安全局表示，根據總統令，親俄莫斯科宗主教聖統烏克蘭正教會歐諾菲力都主教已被暫停其烏克蘭公民身份。當局指出歐諾菲力在2002年自願獲得俄羅斯公民身份，但沒有告知烏克蘭當局。而根據新通過的烏克蘭多重公民身份法律，持有俄羅斯護照被列為取消烏克蘭公民身份的理由。又指出歐諾菲力與俄羅斯東正教保持聯絡，並積極抵制烏克蘭教會從莫斯科教區獲得教會獨立的努力。
北約秘書長魯特表示，理解華盛頓需要維護自己的國防需求，但強調烏克蘭迫切需要西方的持續支援。
美國五角大樓發言人帕內爾證實，由於美國國防部正在對外援助物資進行審查，因此對烏克蘭的部分軍事援助已被暫停，相關審查旨在確保美國的軍事援助符合國防優先事項，認為這將朝著建立一個框架來評估彈藥種類和運送地點邁出的常識性和務實的一步。國防部的職責是執行總統的美國優先議程，並確保通過實力在世界範圍內實現和平。目前不會提供向烏克蘭提供彈藥的時間表、數量或類型的最新消息。美國國會烏克蘭核心小組聯合主席、共和黨眾議員菲茨派翠克表示，正在稹極了解國防部暫停向烏克蘭交付武器的安排，要求追究下達命令的責任，同意必須在美國建立自己的國防工業基地，但同時亦要為捍衛免受殘酷入侵的盟友提供必要的援助。共和黨眾議院議員麥考爾亦表示，正在非常深入審查五角大樓的凍結是否違反2024年通過的援助烏克蘭的法案。
專門參與清除地雷和其他戰後遺留爆炸物工作的國際人道組織「HALO Trust」執行長考恩表示，自2022年2月24日以來，組織已經清理近790萬平方米的烏克蘭土地，並找到超過41,000件未爆彈藥，形容是是自第二次世界大戰以來最大的清除地雷挑戰，截至2025年3月，烏克蘭受地雷影響的土地估計佔139,000平方公里，佔全國領土的23%，覆蓋面積比希臘全國更大，對平民生活和恢復工作構成巨大威脅。

## 7月3日
烏克蘭地方政府表示，截至03日上午9時，俄羅斯在過去24小時內襲擊敖德薩、赫爾松、蘇梅、尼古拉耶夫、第聶伯羅彼得羅夫斯克、頓涅茨克、盧甘斯克、切爾卡瑟、哈爾科夫、扎波羅熱和切爾尼戈夫等地，至少造成3名平民死亡，34名平民受傷。烏克蘭空軍表示，俄羅斯午夜至凌晨期間，對烏克蘭發動導彈和無人機襲擊，俄軍從布良斯克、庫爾斯克、沙塔洛沃、米列羅沃、濱海阿赫塔爾斯克區地區發射52架見證者-136無人機和不明型號無人機，防空系統在各地擊落22架無人機。另有18架無人機因電子戰措施，未能擊中目標。烏克蘭陸軍表示，俄羅斯對烏克蘭中部波爾塔瓦市發動民用基礎設施襲擊，亦擊中附近當地徵兵辦公室，至少造成3名平民死亡，59名平民受傷。
烏克蘭武裝部隊總參謀部表示，自全面入侵以來，俄羅斯在烏克蘭損失1,023,090名士兵，過去一天俄軍有1,000人傷亡，累計損失10,986輛坦克、22,936輛裝甲戰鬥車輛、53,887輛車輛和油箱、29,815門火砲系統、1,427套多管火箭系統、1,191套防空系統、420架飛機、340架直升機、43,098架無人機、3,436枚巡弋飛彈、28艘船隻和1艘潛艦等。烏克蘭國家安全與國防委員會反虛假資訊中心表示，烏克蘭對俄羅斯利佩茨克州「Energia」工廠進行襲擊，該工廠生產導彈和無人機部件，包括伊斯坎德導彈系統和巡航導彈的電池。
俄羅斯濱海邊疆區行政長官科熱米亞科表示，烏克蘭使用海馬斯多管火箭炮對俄羅斯庫爾斯克地區發動襲擊，至少造成22人死亡，包括俄羅斯海軍高級軍官米哈伊爾·古德科夫少將。俄羅斯國家通訊社「塔斯社」報道，俄佔盧甘斯克市中心中午發生爆炸，造成該市由俄羅斯任命的前市長馬諾利斯·皮拉沃夫死亡，另有三人受傷。烏克蘭方面以暴力推翻憲法秩序和侵犯烏克蘭領土完整等通緝皮拉沃夫。
烏克蘭總統澤連斯基到訪丹麥，並與美國公司「Swift Beat」簽署重大協議，今年內共同生產數十萬架無人機，包括旨在攔截俄羅斯無人機和導彈、偵察、攻擊和其他無人機。
俄羅斯總統普京與美國總統特朗普通電話約1小時。普京向特朗普強調，俄羅斯將繼續實現其在烏克蘭的目標，消除造成目前這一處境的深層原因，俄羅斯不會放棄其目標，但願意繼續尋求政治解決方案和通過談判來化解衝突。特朗普則在稍後在白宮對媒體承認，與普京的通話在烏克蘭停火方面沒有取得任何進展，並表示對兩國之間正在進行的戰爭很不滿意。而特朗普亦提到自己將於4日早上與烏克蘭總統澤連斯基通話。
烏克蘭國家安全局表示，拘留一名涉嫌為俄羅斯聯邦安全局作間諜的烏克蘭空軍少校，被指控的間諜在利沃夫州的一次特別行動中被捕，是透過其前妻被招募，並與俄佔梅利託波爾的俄軍合作，收集烏克蘭戰機使用的作戰機場、後勤中心和維修中心的座標。
美國總統特朗普回應記者提問時表示，沒有暫停向烏克蘭交付武器，美國一直提供武器，同時聲稱美國正在試圖幫助烏克蘭，但前總統拜登通過對烏克蘭的軍事援助耗盡了美國的武器庫存，美國必須捍衛自己的利益。
美國民主黨參議員沙欣、華倫和孔斯聯合表示，已經開始調查特朗普政府暫停向烏克蘭交付武器的決定，並且亦計劃調查特朗普政府近五個月內一直暫停更新對俄羅斯的制裁。
法國巴黎上訴法院維持原審判決，要求俄羅斯需要向烏克蘭國家儲蓄銀行支付賠償15億美元，以彌補銀行在2014年俄羅斯吞併克里米亞期間的損失。
香港傳媒「南華早報」引述消息報道，中共中央政治局委員兼中國外交部長王毅告訴歐盟外交與安全政策高級代表卡拉斯，由於擔心美國將重點轉向北京，中國不能承受俄羅斯輸掉在烏克蘭的戰爭。

## 7月4日
烏克蘭空軍表示，3日晚上10時左右開始俄羅斯對烏克蘭首都基輔市和多個主要城市發動多輪大規模導彈和無人機襲擊，是開戰以來最大規模的襲擊之一。由3日下午6時開始至4日上午8時，俄軍從利佩茨克地區發射1枚匕首高超音速導彈、從布良斯克地區發射6枚伊斯坎德爾-M/KN-23彈道導彈、從庫爾斯克和沃羅涅日地區發射4枚伊斯坎德爾-K巡弋導彈、從庫爾斯克、沙塔洛沃、奧廖爾、布良斯克、米勒羅沃、濱海阿赫塔爾斯克區地區發射539架見證者-136無人機和不明型號無人機。防空系統在各地擊落268架無人機和2枚伊斯坎德爾-K巡弋導彈。另有208架無人機因電子戰措施，未能擊中目標。基輔市長表示，俄羅斯的襲擊破壞多個地區的公寓樓、企業、學校、醫療設施、鐵路和其他民用基礎設施，市內多地發生大火，至少造成2名平民死亡，26名平民受傷。波爾塔瓦州長表示，襲擊導致當地至少2名平民受傷。波蘭外交部表示，波蘭駐基輔大使館在襲擊期間領事部門受損，沒有傷亡報告。
烏克蘭武裝部隊總參謀部表示，自全面入侵以來，俄羅斯在烏克蘭損失1,024,210名士兵，過去一天俄軍有1,120人傷亡，累計損失10,988輛坦克、22,946輛裝甲戰鬥車輛、53,999輛車輛和油箱、29,865門火砲系統、1,428套多管火箭系統、1,191套防空系統、420架飛機、340架直升機、43,303架無人機、3,436枚巡弋飛彈、28艘船隻和1艘潛艦等。烏克蘭國家安全與國防委員會反虛假資訊中心表示，無人機襲擊俄羅斯多個目標，包括羅斯托夫南部的光學和機械廠，該設施為俄軍製造關鍵部件，包括瞄準器、測距儀、熱成像系統以及坦克、步兵戰車、船隻和飛機的火控裝置。另外亦襲擊莫斯科州的應用化學科學研究院，該設施參與為見證者無人機生產熱氣彈頭，並在俄羅斯的空襲能力中發揮著至關重要的作用。烏克蘭無人系統部隊表示，俄羅斯見證者系列無人機襲擊可能會升級到每日1000架次，促使烏克蘭考慮重新安置無人機生產。
烏克蘭總統澤連斯基表示，俄羅斯對烏克蘭發動開戰以來最大規模的空襲之一，由3日晚上開始烏克蘭各地遭遇的空襲幾乎與媒體開始討論美國總統特朗普與普京的通話同時開始，批評是故意的大規模襲擊，並令人更憤世嫉俗，再一次強調繼續和增加軍事援助的重要性，特別是防空系統。另外，澤連斯基表示，烏俄繼續進行6月2日在土耳其伊斯坦布爾舉行的和平談判達成戰俘交換協議的第八階段，被遣返的人中有重傷以及25歲以下的戰俘。烏克蘭戰俘待遇協調總部表示，第八批被釋放的戰俘曾參與在頓涅茨克、馬裡烏波爾、盧甘斯克、哈爾科夫、赫爾松的交戰，並在武裝部隊、國民警衛隊、國家邊防局、國家特別運輸局服役，大多數士兵都被關押兩年多，同時亦包括被剝奪自由的平民。俄羅斯國防部則表示，已經與烏克蘭方面交換戰俘，沒有透露具體人數。
烏克蘭總統澤連斯基與美國總統特朗普通電話約40分鐘。會後澤連斯基形容通話非常重要且有益。自己向總統特朗普和全體美國人民致以美國國慶日祝賀，並重申烏克蘭人感謝美國所提供的一切支持，讓烏克蘭能夠保護人民的生命和獨立，並支持一切制止殺戮和恢復正常、穩定、有尊嚴的和平的努力。而烏克蘭將繼續支持美國的提案。兩人討論俄羅斯3日下午至4日凌晨空襲，以及更廣泛的前線局勢。討論防空系統的安排，雙方同意努力加強防空，同意雙方團隊舉行一次合適的會議。同時澤連斯基詳細向特朗普介紹國防工業的能力和共同生產的可能性，尤其是在無人機及其相關技術方面，以及相互採購和投資事宜。
乌克兰外交部长西比哈在社交平台X表示，7月3日俄羅斯對敖德薩的導彈和無人機襲擊中，損壞中國駐當地的總領事館大樓，而在3日下午至4日凌晨俄罗斯對基辅的袭击中，被发现一个2星期前交付並由中国制造的无人机部件，形容兩件事件極为「讽刺」。
烏克蘭戰略工業部長斯梅塔寧表示，基輔和丹麥簽署一項具有里程碑意義的協議，允許烏克蘭國防公司在丹麥開設生產設施，是烏克蘭國防工業的國際合作的獨特案例。標誌著烏克蘭國防技術首次出口到國外，並專門供應給烏克蘭武裝部隊。
意大利總理梅洛尼表示，美國已經審查向烏克蘭交付的武器零部件，但沒有停止援助。
北約秘書長呂特呼籲美國在向烏克蘭提供軍事援助方面展現出靈活性，當然美國必須確保庫存達到需要的水準，但也必須確保烏克蘭能夠向前邁進。
荷蘭軍事情報部門表示，正在升級對烏軍使用化學武器的情況，以往俄軍使用被禁止的催淚瓦斯化學制劑作為心理戰，使用無人機投下氣體手榴彈，迫使烏軍士兵離開防空洞和戰壕，使他們更容易成為無人機或炮擊的目標。但現在情報部門已經證實俄軍在戰場使用氯吘啶，一種在封閉空間中，累積高濃度便能殺人的物質。
聯合國兒童基金會表示，今年3至5月期間共有222名烏克蘭兒童死亡或受傷，相較前三個月的73人增加三倍，單在4月便有97名兒童受傷或死亡，是聯合國自2022年6月以來能夠核實的最高數字。指出戰爭令到烏克蘭各地的兒童沒有喘息機會，激烈的戰鬥不僅繼續破壞兒童的生命，更擾亂童年的方方面面。認為烏克蘭兒童的生命變得越來越危險和脆弱。
美國傳媒「Politico」引述知情人士消息報道，美國總統中東問題特使威特科夫正在推動解除美國對俄羅斯的能源制裁，但白宮內部仍然存在分歧。
美國傳媒「NBC」引述3名美國官員消息報道，儘管國防部內部軍事評估顯示，對烏克蘭援助不會損害美国的軍事準備狀態，但防長赫格塞斯仍然在2日單方面停止向烏克蘭的武器交付，是2025年2月以來第3次下達類似命令。包括關鍵防空系統和彈藥在內的援助暫停讓美國國務院、美國國會議員、烏克蘭和歐洲主要盟友措手不及。

## 7月5日

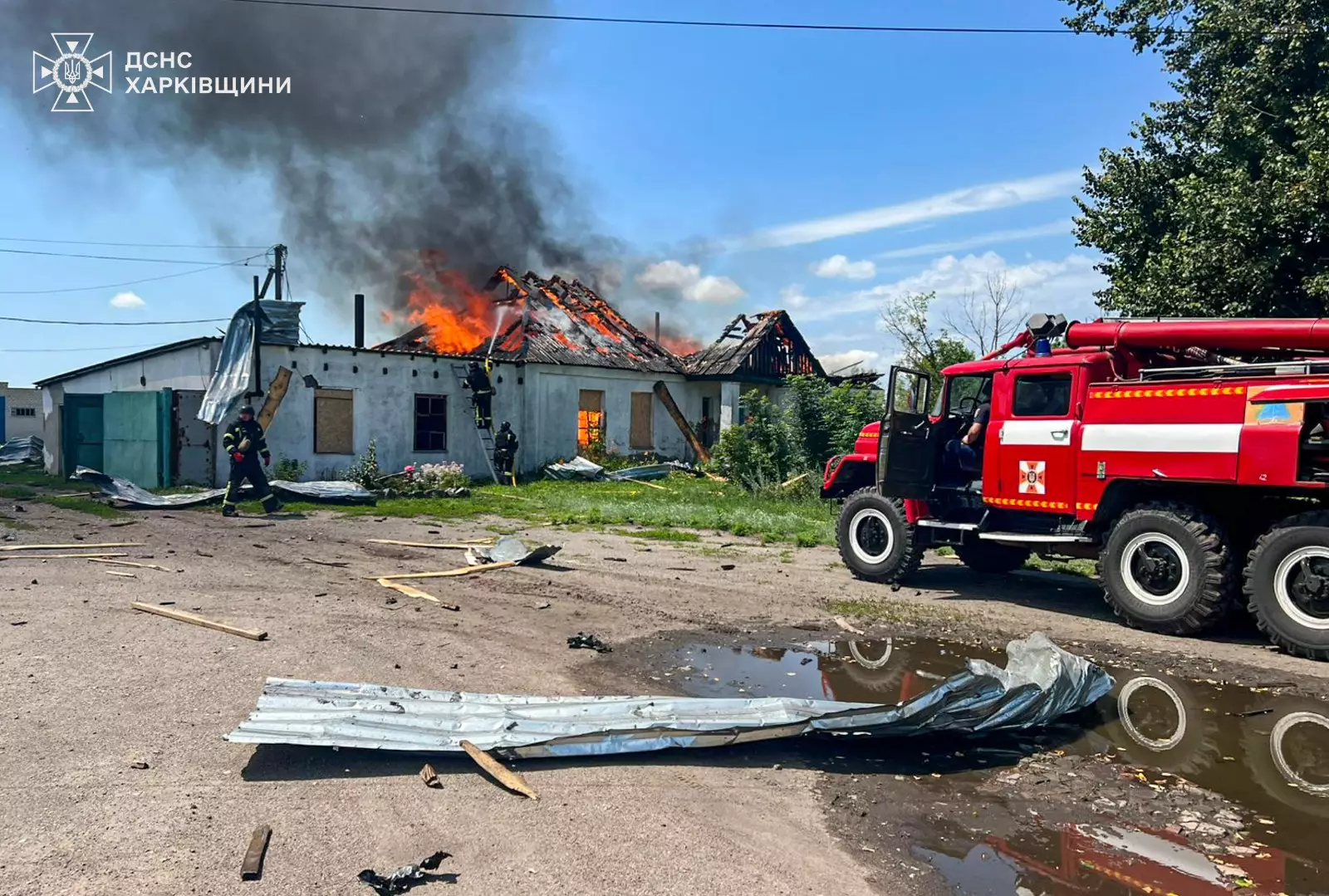
俄軍襲擊哈爾科夫州普里科洛特內後

烏克蘭地方政府表示，截至05日上午9時，俄羅斯在過去24小時內襲擊敖德薩、赫爾松、蘇梅、尼古拉耶夫、第聶伯羅彼得羅夫斯克、頓涅茨克、盧甘斯克、切爾卡瑟、哈爾科夫、扎波羅熱和切爾尼戈夫等地，至少造成4名平民死亡，37名平民受傷。烏克蘭空軍表示，俄羅斯午夜至凌晨期間，對烏克蘭發動無人機襲擊，俄軍從布良斯克、庫爾斯克、沙塔洛沃、米列羅沃、濱海阿赫塔爾斯克區地區發射322架見證者-136無人機和不明型號無人機，防空系統在各地擊落292架無人機。另有135架無人機因電子戰措施，未能擊中目標。
烏克蘭武裝部隊總參謀部表示，自全面入侵以來，俄羅斯在烏克蘭損失1,025,260名士兵，過去一天俄軍有1,050人傷亡，累計損失10,990輛坦克、22,953輛裝甲戰鬥車輛、54,148輛車輛和油箱、29,921門火砲系統、1,428套多管火箭系統、1,191套防空系統、420架飛機、340架直升機、43,609架無人機、3,439枚巡弋飛彈、28艘船隻和1艘潛艦等。總參謀部表示，烏克蘭瞄準俄羅斯沃羅涅日州的鮑裡索格列布斯克空軍基地，破壞一個裝有制導炸彈、戰機和其他軍事資產的倉庫。另攻擊楚瓦什共和國切博克斯雷的俄羅斯國家研究所「JSC VNIIR-Progress」，專門開發電子戰系統，包括用於干擾衛星、無線電和雷達訊號的天線陣列。武裝部隊總司令瑟爾斯基訪問哈爾科夫州前線，並警告俄軍在烏克蘭東北部再次進攻的威脅越來越大，俄軍正在利用大量部隊加強對當地的攻擊。在過去一週，烏軍擊退60多次俄羅斯對當地攻擊，每日大約有十幾場戰鬥進行。
戰場監測網站「DeepState」表示，俄軍佔領頓涅茨克州澤列尼庫特和諾沃克蘭卡，均靠近與第聶伯羅彼得羅夫斯克州的行政邊界，並指出俄軍正試圖進一步向西推進。烏軍已經部署增援部隊，但俄軍依靠人數優勢和不斷的步兵攻擊，突破當地的部分防禦。
烏克蘭傳媒「基輔獨立報」引述烏克蘭國防部情報總局消息報道，俄羅斯遠東地區符拉迪沃斯託克一條天然氣管道在凌晨1時至2時期間發生爆炸。
烏克蘭總統澤連斯基表示，自己與美國總統特朗普在4日的電話通話是有史以來最好的對話，愛國者防空系統是通話的關鍵問題，另外亦討論其他多個重要問題，雙方團隊將在不久將來的會議上詳細對這些問題。
烏克蘭國防部情報總局表示，俄羅斯正以人道主義合作為藉口，試圖讓老撾捲入其對烏克蘭的戰爭。目前莫斯科正在組織老撾人民武裝部隊向俄羅斯庫爾斯克州部署一支聯合軍事工程師協助排雷行動。認為俄羅斯打著人道主義言論為幌子，試圖使外國軍事特遣隊在其領土上的存在合法化，有效地利用他們對烏克蘭發動戰爭。
美國總統特朗普再次表示自己對3日與俄羅斯總統普京的電話通話非常不滿意，認為對方似乎想繼續殺人，對結束烏克蘭戰爭不感興趣。對於他與烏克蘭總統澤連斯基的通話，特朗普認為是一個非常有戰略性的通話，被問到會否向烏克蘭提供愛國者防空系統時表示，美國可能會提供，認為烏克蘭需要一些東西，因為該國正受到重創。
北約秘書長魯特表示，歐洲必須大幅加強對復甦的俄羅斯進行防禦，讚揚美國總統特朗普推動北約達到前所未有的承諾水準。形容俄羅斯正在以近代史上無與倫比的速度重組自身能力，現在俄羅斯三個月的彈藥生產量相當於北約一整年的產量多三倍，認為這樣的情況不能持續，俄羅斯正聯同北韓、中國和伊朗無端地對烏克蘭進行侵略戰爭。在接受傳媒訪問期間提到，如果中國攻擊台灣，北京可能要求俄羅斯對北約國家開闢第二條戰線。
新聞通訊社「彭博社」引述知情人士消息報道，自從美國總統特朗普再次當選起，美國投資公司「黑石集團」便停止尋找投資者支援數十億美元的烏克蘭復甦基金。目前德國、義大利和波蘭政府有意初步支援基金。

## 7月6日
烏克蘭地方政府表示，截至06日上午9時，俄羅斯在過去24小時內襲擊基輔、波爾塔瓦、赫爾松、蘇梅、尼古拉耶夫、第聶伯羅彼得羅夫斯克、頓涅茨克、盧甘斯克、切爾卡瑟、哈爾科夫、扎波羅熱和切爾尼戈夫等地，至少造成6名平民死亡，25名平民受傷。烏克蘭空軍表示，俄羅斯午夜至凌晨期間，對烏克蘭發動無人機襲擊，俄軍從庫爾斯克地區發射4枚S-300導彈、從布良斯克、庫爾斯克、沙塔洛沃、米列羅沃、濱海阿赫塔爾斯克區、俄佔克里米亞地區發射157架見證者-136無人機和不明型號無人機，防空系統在各地擊落98架無人機。另有19架無人機因電子戰措施，未能擊中目標。頓涅茨克州州長表示，俄軍襲擊前線科斯蒂安蒂諾夫卡和德魯日希夫卡，至少造成5名平民死亡，1名平民受傷，並指出當地不斷受到俄軍攻擊，敦促居民立即撤離到安全地區。
烏克蘭武裝部隊總參謀部表示，自全面入侵以來，俄羅斯在烏克蘭損失1,026,440名士兵，過去一天俄軍有1,180人傷亡，累計損失10,992輛坦克、22,956輛裝甲戰鬥車輛、54,252輛車輛和油箱、29,960門火砲系統、1,430套多管火箭系統、1,192套防空系統、421架飛機、340架直升機、43,825架無人機、3,439枚巡弋飛彈、28艘船隻和1艘潛艦等。
俄羅斯國防部表示，防空系統過去一夜擊落120架無人機，30架在布良斯克州上空被擊落，庫爾斯克州29架，奧裡奧爾州18架、別爾哥羅德州17架和圖拉州13架。俄羅斯傳媒「Astra」報道，過去一夜之間，烏克蘭無人機和無人艇襲擊克拉斯諾瓦羅西斯克港的俄羅斯黑海艦隊。
烏克蘭總統澤連斯基表示，針對俄羅斯金融計劃實施新制裁，包括60個實體和73名俄羅斯公民，當中部分涉及加密貨幣的計劃。
美國總統特朗普在接受傳媒訪問時被問到美國為什麼沒有像支援以色列一樣支援烏克蘭時表示，自己正在幫助烏克蘭，其政府亦在烏克蘭問題上提供不少幫助。
金磚十國領導人在巴西里約熱內盧出席峰會，通過聯合宣言強烈譴責今年5月31日、6月1日和5日在俄羅斯布良斯克、庫爾斯克和沃羅涅日地區蓄意針對平民的橋樑和鐵路基礎設施襲擊，導致包括兒童在內的幾名平民死亡。回顧聯合國安理會和聯合國大會等相關論壇上表達關於烏克蘭衝突的國家立場，呼籲俄羅斯和烏克蘭透過談判達成和平協議，期望目前的努力能夠達致可持續和平的解決方案。
英國傳媒「經濟學人」引述烏克蘭政府消息報道，烏克蘭總統辦公室主任葉爾馬克一直在推動更換烏克蘭政府3名高級官員的行動，包括烏克蘭總理什梅米爾、副總理切爾尼紹夫和烏克蘭國防部情報總局布達洛夫。報道指出雖然沒有證據表明任葉爾馬克下令對副總理切爾尼紹夫的貪腐調查，但葉爾馬克允許案件繼續進行調查，並凍結其他調查，從而影響案件。

## 7月7日
烏克蘭地方政府表示，截至07日上午9時，俄羅斯在過去24小時內襲擊敖德薩、赫爾松、蘇梅、尼古拉耶夫、第聶伯羅彼得羅夫斯克、頓涅茨克、盧甘斯克、切爾卡瑟、哈爾科夫、扎波羅熱和切爾尼戈夫等地，至少造成12名平民死亡，69名平民受傷。烏克蘭空軍表示，俄羅斯午夜至凌晨期間，對烏克蘭發動無人機襲擊，俄軍從庫爾斯克地區發射4枚S-300導彈、從布良斯克、庫爾斯克、沙塔洛沃、米列羅沃、濱海阿赫塔爾斯克區、俄佔克里米亞地區發射101架見證者-136無人機和不明型號無人機，防空系統在各地擊落58架無人機。另有17架無人機因電子戰措施，未能擊中目標。烏克蘭陸軍表示，俄羅斯無人機襲擊哈爾科夫和扎波羅熱市的徵兵辦公室，在哈爾科夫至少造成3人受傷，另有1名士兵在扎波羅熱受傷。扎波羅熱州州獎表示，俄軍使用無人機襲擊當地民用基礎設施，包括扎波羅熱國立理工大學，至少造成20名平民受傷。
烏克蘭武裝部隊總參謀部表示，自全面入侵以來，俄羅斯在烏克蘭損失1,027,540名士兵，過去一天俄軍有1,100人傷亡，累計損失10,995輛坦克、22,963輛裝甲戰鬥車輛、54,370輛車輛和油箱、29,993門火砲系統、1,432套多管火箭系統、1,192套防空系統、421架飛機、340架直升機、44,058架無人機、3,439枚巡弋飛彈、28艘船隻和1艘潛艦等。
俄羅斯獨立傳媒「Astra」報道，烏克蘭無人機襲擊俄羅斯莫斯科州克拉斯諾扎沃茨克市的克拉斯諾扎沃茨克化工廠。
烏克蘭傳媒「基輔獨立報」引述烏克蘭國防部情報總局消息報道，使用遠端無人機襲擊俄羅斯克拉斯諾達爾邊疆區的伊爾斯基煉油廠，擊中該設施的一個技術車間。
俄羅斯總統普京在5日至6日因烏克蘭無人機襲擊的安全威脅取消近300個航班以及6日列寧格勒州烏斯特魯戈港被西方指控為影子艦隊油輪發生不明原因爆炸後，解除交通運輸部長斯塔羅沃伊特的職務。數小時後，多個俄羅斯傳媒報道，斯塔羅沃伊特在家中使用自己在2023年從內政部獲得的榮譽槍支開槍自殺身亡。親俄羅斯政府傳媒「工商日報」引述消息報道，5日至6日烏克蘭無人機襲擊導致俄羅斯主要機場共有485個航班被取消，88個航班被轉移到其他機場，另外1,900個航班在主要樞紐延誤，可能使俄羅斯航空公司損失約2.54億美元。俄羅斯總統普京簽署法令，允許外國人在動員期間在俄軍服役，擴大軍事招募工作。以往俄羅斯只有在緊急狀態或戒嚴下才會允許，但俄羅斯全面入侵烏克蘭後，俄羅斯避免正式宣佈戒嚴。法令亦允許達到年齡限制的合格專家與俄羅斯對外情報局、聯邦安全局或其他國家安全機構簽署合同。
烏克蘭總統制裁專員弗拉西烏克表示，儘管受到西方制裁，俄羅斯維持武器生產的能力不斷增強，當中中國零部件和物資的供應是推動俄羅斯武器生產的關鍵。
美國總統特朗普表示，在俄羅斯加強攻擊的情況下，美國將向烏克蘭提供「更多武器」，又指自己對俄羅斯總統普京感到失望。美國傳媒「華爾街日報」引述知情人士報道，美國總統特朗普4日與烏克蘭總統澤連斯基通話時表示，對美國暫停向烏克蘭運送武器一事不負任何責任。美國五角大樓發言人帕內爾表示，在特朗普總統的指示下，美國國防部正在向烏克蘭提供更多的防禦性武器，以確保烏克蘭人能夠在美國努力取得持久和平並確保停止殺戮的同時進行自衛。國防部為總統評估全球軍事運輸所制定的框架仍然有效，是「美國優先」國防優先事項不可或缺的一部分。
英國政府表示，對俄羅斯個人和參與在烏克蘭使用和轉讓化學武器的組織實施新制裁，包括俄羅斯應用化學科學研究院，以及俄羅斯輻射、化學和生物防禦部隊負責人等。
烏克蘭歐洲和歐洲大西洋一體化事務副總理表示，將會與歐盟其餘成員國一起克服斯洛伐克、匈牙利的反對意見，並於本週批准新的俄羅斯制裁方案。法國外交部長巴羅表示，歐盟將與美國參議員協調實施過去三年來對俄羅斯實施的最嚴厲的制裁。
美國傳媒「Politico」報道，美國總統烏克蘭問題特使凱洛格和烏克蘭國防部長烏梅羅夫將於本週稍後在羅馬舉行的烏克蘭重建會議上會面，討論恢復美國對烏克蘭的軍事援助。
美國和烏克蘭多個傳媒報道，美烏領袖早前進行的電話通話中討論到更換烏克蘭駐美國大使的問題，人選包括總理什梅米爾、副總理斯特凡尼希娜、國防部長烏梅羅夫和能源部長加盧先科，以取代目前的大使馬爾卡羅娃。雙方都認為此舉可能對雙方都有用，有助改善目前雙方的關係。

## 7月8日
烏克蘭地方政府表示，截至08日上午9時，俄羅斯在過去24小時內襲擊赫爾松、蘇梅、尼古拉耶夫、第聶伯羅彼得羅夫斯克、頓涅茨克、盧甘斯克、切爾卡瑟、哈爾科夫、扎波羅熱和切爾尼戈夫等地，至少造成9名平民死亡，81名平民受傷。烏克蘭空軍表示，俄羅斯午夜至凌晨期間，對烏克蘭發動無人機襲擊，俄軍從庫爾斯克地區發射4枚S-300導彈、從奧廖爾、庫爾斯克、俄佔克里米亞地區發射54架見證者-136無人機和不明型號無人機，防空系統在各地擊落26架無人機。另有8架無人機因電子戰措施，未能擊中目標。
烏克蘭武裝部隊總參謀部表示，自全面入侵以來，俄羅斯在烏克蘭損失1,028,610名士兵，過去一天俄軍有1,070人傷亡，累計損失10,995輛坦克、22,967輛裝甲戰鬥車輛、54,456輛車輛和油箱、30,034門火砲系統、1,434套多管火箭系統、1,192套防空系統、421架飛機、340架直升機、44,230架無人機、3,439枚巡弋飛彈、28艘船隻和1艘潛艦等。烏克蘭克里米亞游擊隊「阿泰什」表示，位於俄佔塞瓦斯托波爾斯特里萊茨卡灣的關鍵基地現在幾乎空無一人，主要用於停泊拖船和小型巡邏艇。
烏克蘭總統澤連斯基簽署命令，針對5家中國註冊公司實施制裁，這些公司涉嫌為攻擊烏克蘭的俄羅斯見證者系統無人機中提供部件。在夜間講話中指出烏克蘭已將對俄羅斯的制裁與歐盟最新三套對俄制裁措施同步。
烏克蘭國防部情報總局表示，情報總局已經確認俄羅斯第22重型轟炸機航空師第121重型轟炸機航空團丹尼斯·謝諾夫少校涉嫌參與2024年7月對基輔的烏克蘭婦幼保健醫院「奧赫馬迪特」的導彈襲擊。
烏克蘭外交部長西比哈承認將會撤換烏克蘭駐美國大使馬爾卡羅娃，沒有回應是否有與美國要求有關，但指出駐外使節會定期進行輪換，稍後將公布約20份任免安排。
烏克蘭國家電視廣播公司報道，6日57歲烏克蘭士兵瓦列裡·澤連斯基從俄羅斯被釋放後不到一個月死於俄羅斯酷刑虐待的後遺症，是2個月內第3宗。
美國總統特朗普在內閣會議上表示，已批准向烏克蘭提供更多防禦武器，又指出對俄羅斯總統普京很不滿意，認為普京說了很多，態度一直非常好，但結果是毫無意義，正考慮是否支持國會參議院正在推進的針對俄羅斯實施嚴厲制裁的新法案，並承諾向烏克蘭傳送10個MIM-104愛國者導彈。特朗普在白宮與到訪的以色列總理內塔尼亞胡共進晚餐時時表示，美國將再向烏克蘭提供武器，指出美國必須這樣做，烏克蘭必須能夠自衛，形容烏克蘭現在受到的襲擊規模非常大。美國白宮和國務院證實，美國總統特朗普已下令繼續向烏克蘭提供軍事援助。
美國傳媒「華爾街日報」引述2名美國國防部官員消息報道，美國總統特朗普正考慮向烏克蘭提供一套愛國者防空系統，將標誌著其政府首次向基輔移交重大武器。
美國有線電視新聞網引述消息報道，美國總統特朗普曾在去年的一次私人籌款活動中聲稱，自己曾威脅俄羅斯總統普京如果襲擊烏克蘭，美國將會轟炸莫斯科的狗屎。然後普京表示自己不會相信特朗普。另外有線電視新聞網引述消息報道，國防部長赫格塞斯在7月初授權暫時停止向烏克蘭提供美國武器，沒有通知白宮。

## 7月9日

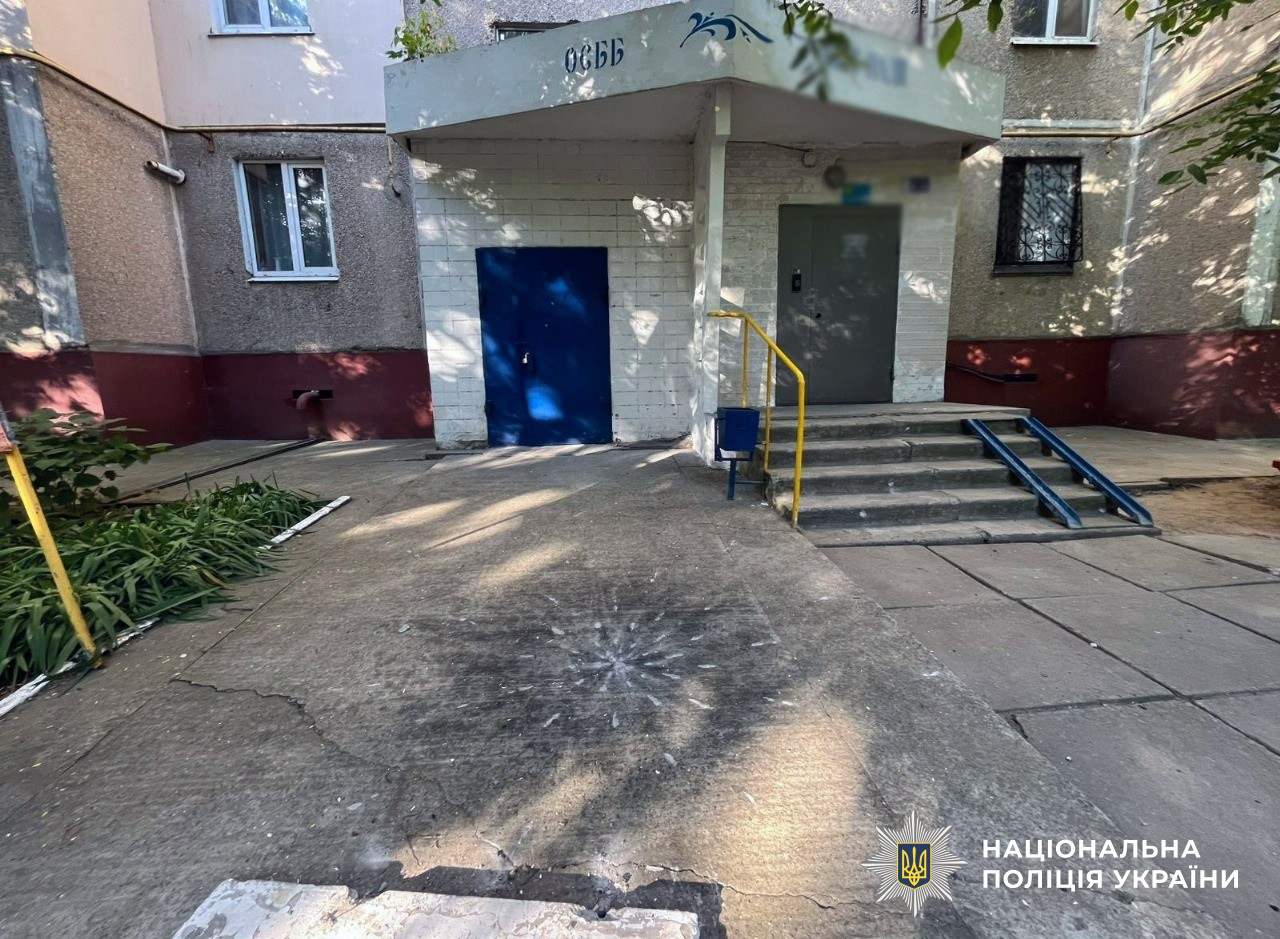
俄軍使用無人機襲擊赫爾松州普拉夫迪內村

烏克蘭空軍表示，8日晚上開始俄羅斯對烏克蘭首都基輔市和多個主要城市發動開戰以來最大規模導彈和無人機襲擊。俄軍於8日晚上8時起，從布良斯克、濱海阿赫塔爾斯克、庫爾斯克、奧廖爾、米列羅沃發射728架見證者-136無人機和不明型號無人機、從薩拉托夫和庫爾斯克地區發射7枚伊斯坎德爾-K巡航導彈、從利佩茨克地區發射6枚匕首高超音速彈道導彈，主要針對烏克蘭西部的盧茨克和沃倫市。截至 上午8時30分，防空部隊在烏克蘭各地擊落296架見證者-136無人機和不明型號無人機和7枚伊斯坎德爾-K巡航導彈。另有415架無人機因電子戰措施，未能擊中目標。烏克蘭地方政府表示，截至09日上午9時，俄羅斯在過去24小時內襲擊赫梅利尼茨基、基輔、赫爾松、蘇梅、尼古拉耶夫、第聶伯羅彼得羅夫斯克、頓涅茨克、盧甘斯克、切爾卡瑟、哈爾科夫、扎波羅熱和切爾尼戈夫等地，至少造成6名平民死亡，39名平民受傷。烏克蘭國家應急服務表示，俄羅斯對頓涅茨克州前線城市科斯蒂安蒂諾夫卡的空襲和無人機襲擊，摧毀一座行政大樓，至少造成3人死亡，1人受傷。赫爾松州州長表示，俄軍使用無人機襲擊普拉夫迪內村，至少造成1名嬰兒死亡，其祖母受傷。
烏克蘭武裝部隊總參謀部表示，自全面入侵以來，俄羅斯在烏克蘭損失1,029,660名士兵，過去一天俄軍有1,050人傷亡，累計損失11,000輛坦克、22,969輛裝甲戰鬥車輛、54,575輛車輛和油箱、30,102門火砲系統、1,434套多管火箭系統、1,193套防空系統、421架飛機、340架直升機、44,457架無人機、3,439枚巡弋飛彈、28艘船隻和1艘潛艦等。總司令瑟爾斯基表示，6月份每三個被擊中的俄羅斯目標，便有1個是無人系統部隊負責，在上個月無人系統部隊擊中超過19,600個目標，摧毀5,024個，包括88輛坦克、129輛裝甲運兵車、427個炮兵系統等。烏克蘭第3獨立突擊旅表示，烏軍首次在不使用步兵的情況，完全依靠無人機和地面機器人系統下俘虜俄軍士兵，形容是歷史性壯舉。
烏克蘭總統澤連斯基抵達意大利羅馬出席烏克蘭重建會議，並將會與教宗良十四世、美國總統烏克蘭問題特使凱洛格等人會面。其中在與凱洛格的會面中討論到武器供應和加強防空，兩人均表明支持美國參議院加強對俄制裁的法案，澤連斯基形容會面有實質性。凱洛格在會面前強調重建烏克蘭的重要性，並提到馬歇爾計劃，認為國際恢伴可以為烏克蘭制定類似的倡議，但認為這將極具挑戰性，首先必須實現停火，並最終可能導致俄羅斯在烏克蘭的戰爭結束。特別強調歸還烏克蘭兒童的問題，指出美國總統特朗普直接向烏克蘭總統澤連斯基提出這個問題，敦促將其作為未來與莫斯科談判的關鍵點。而俄羅斯方面同意將其列入未來會談的議程。在與教宗良十四世的會面中討論到正在進行的衝突以及實現公正和持久和平的迫切需求：指出對話作為結束敵對行動的首選手段的重要性。教宗重申願意接待俄羅斯和烏克蘭代表到梵蒂岡進行談判。澤連斯基則感謝教宗的支持，並形容是巨大榮譽。
烏克蘭國家安全局表示，在基輔拘留2名涉嫌竊取與烏克蘭海王星巡航導彈系統相關的機密軍事技術的中國公民，企圖非法將相關資料移交中國情報部門。
美國總統特朗普表示，其政府目前必須考慮向烏克蘭提供多一套愛國者防空系統，因為烏克蘭目前正受到重創，並且希望防止更多的死亡。被記者問到暫停向烏克蘭提供武器的命令是誰發出的時候表示，沒有想過這個問題，因為現在正在研究烏克蘭和彈藥供應。聲稱自己會知道任何停止供應的決定，但與早前聲稱自己不清楚的言論相反。
美國眾議院議長共和黨的約翰遜和參議院多數黨領袖共和黨的圖恩表示，參眾兩院準備推進一項法案，將對俄羅斯和俄羅斯化石燃料的買家實施更嚴厲的制裁。約翰遜指出俄羅斯總統普京表現出不願意理智和認真談論調解和平，認為美國必須向他傳遞一個資訊。圖恩表示，議員在與白宮的討論中在法案上取得「實質性進展」，預計法案將在參議院於8月延長休會之前進行表決。
德國總理默茨表示，解決俄烏戰爭的外交手段已經完全用盡，承諾將再向烏克蘭提供進一步援助。又指出當一個犯罪政權公開質疑另一個國家以軍事力量生存的權利，並着手破壞整個歐洲大陸的自由政治秩序時，自己將領導政府竭盡全力阻止這種情況。
波蘭總統杜達批評烏克蘭和其他盟友漠視波蘭在支援烏克蘭聯盟中的貢獻，特別是透過波蘭-烏克蘭邊境運送外國援助方面，對於波蘭被排除在關於討論援助等等重要國際討論之外感到沮喪，認為與烏克蘭就相關議題進行討論沒有意義，建議波蘭與西方盟友進行討論。
捷克國防部表示，捷克政府已批准計劃，今年將最多協助培訓8名烏克蘭飛行員熟悉F-16戰機的操作。
歐洲人權法院認定俄羅斯需要對2014年7月被俄羅斯代理部隊在烏克蘭擊落的馬來西亞航空MH17號航班負責，同時認定俄羅斯應該對與烏克蘭戰爭期間廣泛和公然侵犯人權負責。認為在之前的衝突中，幾乎沒有被告國對第二次世界大戰後建立的國際法律秩序基礎進行公然漠視，認為俄羅斯在烏克蘭犯下多種侵權行為，包括酷刑、不人道待遇、限制公民權利和強迫勞動等。

## 7月10日

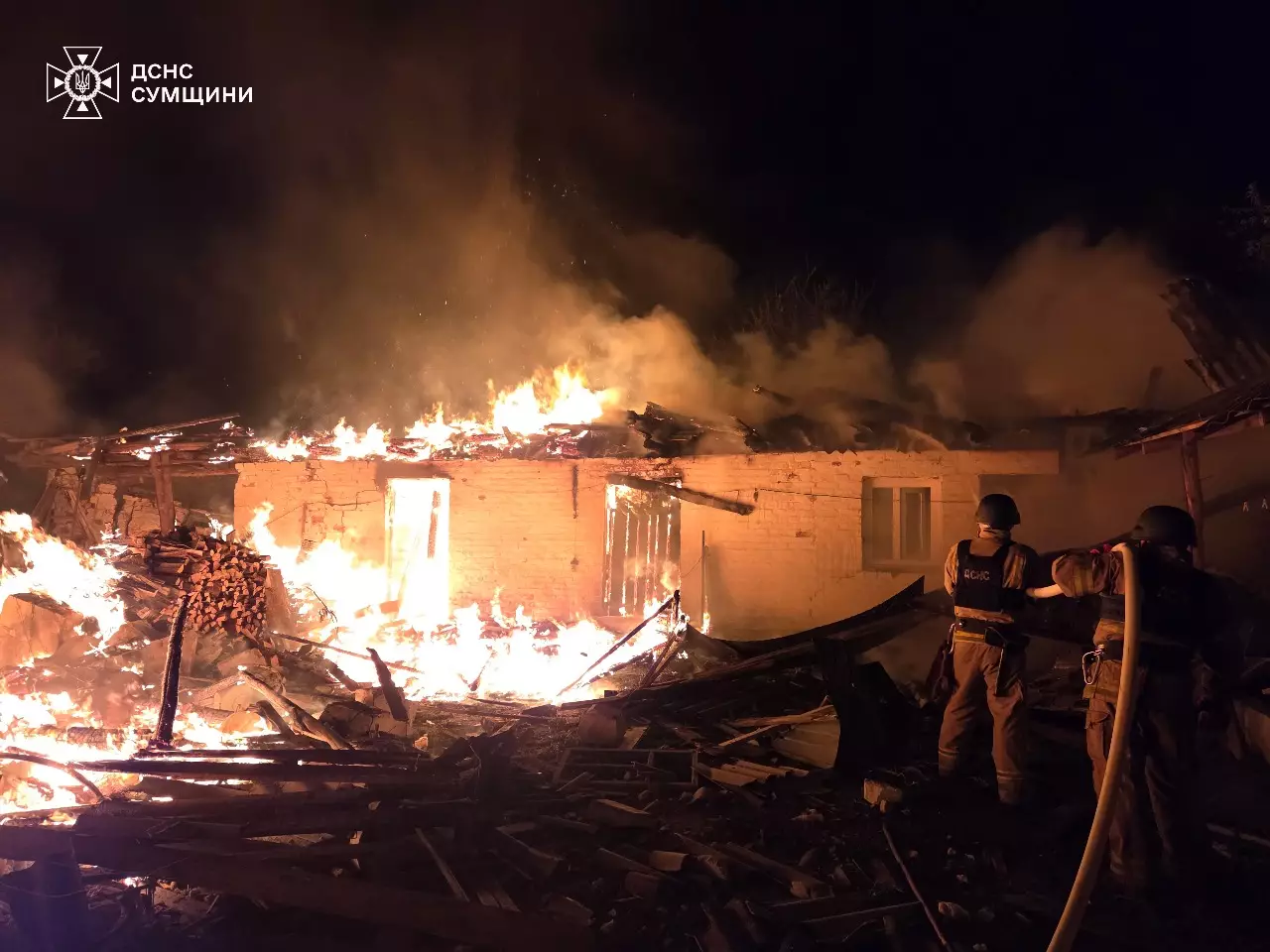
俄軍襲擊蘇梅州布倫後

烏克蘭地方政府表示，截至10日上午9時，俄羅斯在過去24小時內襲擊基輔、赫爾松、蘇梅、尼古拉耶夫、第聶伯羅彼得羅夫斯克、頓涅茨克、盧甘斯克、切爾卡瑟、哈爾科夫、扎波羅熱和切爾尼戈夫等地，至少造成12名平民死亡，60名平民受傷。烏克蘭空軍表示，俄軍連續第二晚對烏克蘭各地發動大規模導彈和無人機襲擊，其中從布良斯克、濱海阿赫塔爾斯克、庫爾斯克、奧廖爾、米列羅沃發射397架見證者-136無人機和不明型號無人機、從布良斯克州發射8枚伊斯坎德爾-M彈道導彈、從薩拉托夫州發射6枚Kh-101巡弋導彈、從庫爾斯克州 發射4枚S-300導彈。防空部隊在烏克蘭各地擊落164架見證者-136無人機和不明型號無人機、8枚伊斯坎德爾-M彈道導彈和6枚Kh-101巡弋導彈。另有204架無人機因電子戰措施，未能擊中目標。烏克蘭基輔市軍事管理局表示，俄羅斯針對基輔市的襲擊，至少造成2名平民死亡， 25名平民受傷。
烏克蘭武裝部隊總參謀部表示，自全面入侵以來，俄羅斯在烏克蘭損失1,030,580名士兵，過去一天俄軍有920人傷亡，累計損失11,011輛坦克、22,972輛裝甲戰鬥車輛、54,656輛車輛和油箱、30,140門火砲系統、1,437套多管火箭系統、1,193套防空系統、421架飛機、340架直升機、44,781架無人機、3,439枚巡弋飛彈、28艘船隻和1艘潛艦等。烏克蘭國防部情報總局表示，聯同俄佔梅利託波爾的游擊隊展開聯合行動，摧毁當地一個俄羅斯指揮所，並成功殺死5名俄羅斯士兵。烏克蘭克里米亞游擊隊「阿泰什」表示，破壞俄羅斯伏爾加格勒市和俄佔克里米亞之間的鐵路，中斷向烏克蘭南部和東部前線的俄軍運送裝置、燃料、人員和武器的關鍵動脈。
烏克蘭總統澤連斯基出席在意大利羅馬舉行的烏克蘭重建會議時表示，呼籲國際盟友協助烏克蘭採取二戰後馬歇爾式計劃的重建戰略，協助烏克蘭從俄羅斯的全面戰爭中恢復，強調烏克蘭歡迎任何真正的合作夥伴以及不協助俄羅斯繼續戰爭的人一同協助烏克蘭重建，並且希望西方盟友利用凍結俄羅斯的3,000億美元資產協助烏克蘭重建。澤連斯基在記者會上表示，正在考慮任命國防部長烏梅羅夫擔任下一任烏克蘭駐美國大使，並且肯定現任美國大使馬爾卡羅娃的工作。另外證實俄羅斯打算大幅升級無人機襲擊，可能每日發射多達1千架無人機，但指出烏克蘭已經找到解決方案。同時表示已經與德國和挪威達成協議，預計將能夠獲得3套愛國者防空系統。澤連斯基亦會見美國參議員格雷厄姆和布盧門塔爾，敦促對俄羅斯實施更嚴厲制裁，並強調需要保持國際壓力以迫使俄羅斯結束持續侵略。
烏克蘭總理什梅米爾表示，歐盟向烏克蘭提供12億美元資金，並使用凍結的俄羅斯資產利潤償還。
俄羅斯外交部長拉夫羅夫在出席馬來西亞東盟峰會期間與美國國務卿魯比奧會面大約50分鐘，討論烏克蘭問題、伊朗和敘利亞局勢。魯比奧表示，雙方就烏克蘭戰爭進行坦率而重要的對話，美國正在尋求一個明確路線圖，說明如何結束烏克蘭戰爭，而特朗普政府將繼續與美國參議院合作，制定針對烏克蘭的潛在制裁方案。
美國總統特朗普接受傳媒訪問時表示，自己對俄羅斯感到非常失望，但仍然觀望未來幾星期會發生的事，自己計劃將在下星期一就俄羅斯發表重要宣告。亦概述涉及美國、北約和烏克蘭提供烏克蘭武器的新安排，美國將向北約提供武器，北約將為武器支付全部費用，然後北約再將相關武器移交烏克蘭。
德國總理梅爾茨表示，在俄羅斯空襲增加的情況下，德國準備從美國購買愛國者防空系統並提供給烏克蘭。又指出在俄羅斯向烏克蘭償還至少5,800億美元戰爭賠償金前，西方盟友凍結的俄羅斯資產不應釋放。
英國首相施紀賢與到訪的法國總統馬克龍共同主持「意願聯盟」會議，並且為未來在烏克蘭建立多國保障部隊敲定指揮結構。英國副首相韋雅蘭簽署一項協議，向烏克蘭提供超過5,000枚來自泰雷茲防空導彈。
歐洲投資銀行和歐盟委員會在羅馬舉行的烏克蘭重建會議上表示，將為烏克蘭的關鍵基礎設施和企業提供7億美元的新融資計劃。重點恢復受俄羅斯攻擊破壞的能源系統、運輸網絡以及過境點。
荷蘭外交大臣費爾德坎普表示，荷蘭承諾向烏克蘭提供3.5億美元援助，支援烏克蘭在2026年的重建和經濟復甦。
俄羅斯獨立傳媒「Mediazona」引述法院裁決報道，俄羅斯車裡雅賓斯克市55歲居民米哈伊爾·魯明涉嫌協助使用卡車運輸無人機參加烏克蘭的蜘蛛網行動而被捕，魯明否認相關指控，表明自己不清楚卡車內載有無人機。
法國傳媒「世界報」引述消息報道，歐盟委員會撤銷一名法語-烏克蘭語口譯員的認證，懷疑她秘密記錄與烏克蘭總統澤連斯基的閉門會議細節。該名口譯員出生在一個俄羅斯家庭，曾在烏克蘭生活一段時間。

## 7月11日
烏克蘭地方政府表示，截至11日上午9時，俄羅斯在過去24小時內襲擊赫爾松、蘇梅、尼古拉耶夫、第聶伯羅彼得羅夫斯克、頓涅茨克、盧甘斯克、切爾卡瑟、哈爾科夫、扎波羅熱和切爾尼戈夫等地，至少造成9名平民死亡，42名平民受傷。哈爾科夫州長表示，俄羅斯的無人機襲擊擊中當地婦產醫院，至少造成9名平民受傷。敖德薩市政府表示，俄羅斯對當地發動襲擊，至少造成11名平民受傷。
烏克蘭武裝部隊總參謀部表示，自全面入侵以來，俄羅斯在烏克蘭損失1,031,620名士兵，過去一天俄軍有1,040人傷亡，累計損失11,013輛坦克、22,979輛裝甲戰鬥車輛、54,732輛車輛和油箱、30,163門火砲系統、1,437套多管火箭系統、1,193套防空系統、421架飛機、340架直升機、45,003架無人機、3,459枚巡弋飛彈、28艘船隻和1艘潛艦等。烏克蘭國防部情報總局局長表示，俄軍目前的任務是在第聶伯羅彼得羅夫斯克州建立一個長達10公里深的緩衝區。烏克蘭傳媒「基輔獨立報」引述烏克蘭國防部情報總局消息報道，烏克蘭對俄羅斯秋明州蘭格帕斯市一條主要天然氣管道展開行動，令管道發生爆炸，摧毀附近軍工企業的能源供應。
俄羅斯國防部表示，防空系統過去一夜擊落155架烏克蘭無人機，其中包括庫爾斯克州53架，圖拉州13架等。俄羅斯獨立傳媒「Astra」報道，俄羅斯多個石油倉庫和國防工業設施附近發生無人機襲擊事件，包括莫斯科附近的米格戰機生產工廠。
烏克蘭總統澤連斯基表示，收到來自美國和歐洲盟友的最高級別良好政治訊號，所有援助貨物已經恢復運送。
烏克蘭基輔市軍事管理局局長季卡琴科表示，烏克蘭正在部署一個新的攔截無人機系統，以保護基輔免受俄羅斯的空襲，在幾個月的測試中，該系統在基輔州上空攔截近550架俄羅斯無人機。
俄羅斯多間獨立傳媒報道，一段客機駕駛倉錄音顯示，俄羅斯國際航空公司從白俄羅斯明斯克飛往俄羅斯莫斯科州謝列梅捷沃國際機場的AFL1845航班，在凌晨接近跑道降落時，被俄軍防空部隊誤認為烏克蘭無人機，並且被鎧甲-S1防空導彈系統瞄準，機身遭受輕微損壞。機組人員多次使用無線電表明為民用客機，最終安全著陸，沒有乘客或機組人員受傷。
美國參議院軍事委員會批准2026年國防授權法，當中包括向烏克蘭提供5億美元援助。
俄羅斯獨立媒體Mediazona與BBC新聞俄語根據公共來源，包括訃告、親屬、地區媒體和地方當局的報道，確認自2022年2月俄羅斯全面入侵烏克蘭以來，118,139名俄羅斯陣亡士兵的名字，近5,285名軍官在烏克蘭的戰鬥中喪生，至少有17,663名從監獄招募的囚犯、31,031名志願者和12,903名動員士兵在戰爭中死亡，而實際數字可能更高。另有來自28個國家的523名外國公民在俄軍服役時喪生，包括54名來自俄佔烏克蘭地區的囚犯、72名塔吉克公民和66名烏茲別克公民。

## 7月12日
烏克蘭地方政府表示，截至12日上午9時，俄羅斯在過去24小時內襲擊利沃夫、伏林、切爾諾夫策、赫爾松、蘇梅、尼古拉耶夫、第聶伯羅彼得羅夫斯克、頓涅茨克、盧甘斯克、切爾卡瑟、哈爾科夫、扎波羅熱和切爾尼戈夫等地，至少造成13名平民死亡，46名平民受傷。烏克蘭空軍表示，俄軍對烏克蘭各地發動大規模導彈和無人機襲擊，其中從布良斯克、濱海阿赫塔爾斯克、庫爾斯克、奧廖爾、米列羅沃發射597架見證者-136無人機和不明型號無人機、從薩拉托夫州發射26枚Kh-101巡弋導彈、從庫爾斯克州發射4枚S-300導彈。防空部隊在烏克蘭各地擊落319架見證者-136無人機和不明型號無人機和25枚Kh-101巡弋導彈。另有258架無人機因電子戰措施，未能擊中目標。
烏克蘭武裝部隊總參謀部表示，自全面入侵以來，俄羅斯在烏克蘭損失1,032,690名士兵，過去一天俄軍有1,070人傷亡，累計損失11,013輛坦克、22,980輛裝甲戰鬥車輛、54,822輛車輛和油箱、30,194門火砲系統、1,437套多管火箭系統、1,193套防空系統、421架飛機、340架直升機、45,248架無人機、3,459枚巡弋飛彈、28艘船隻和1艘潛艦等。總參謀部表示，烏克蘭士兵成功使用無人機襲擊俄佔霍拉普里斯坦，摧毀一個無人機站，殺死9日使用無人機殺死赫爾松州一名兒童的俄羅斯士兵。烏克蘭國防部情報總局表示，公布一段截取的俄羅斯臭名昭著的第155海軍陸戰隊旅一名連長的通訊錄音發布的命令，要求砍掉一名烏克蘭士兵的頭。
烏克蘭總統澤連斯基會見國防部長烏梅羅夫後表示，烏克蘭需要採取新措施來管理其國防部門，與國防部長的討論側重於國家機構的變化，強調烏克蘭與美國的關係需要有更積極的勢頭。
俄羅斯外交部長拉夫羅夫到訪北韓，會見北韓領導人金正恩，金正恩向拉夫羅夫指出北韓準備無條件支援和鼓勵俄羅斯領導層為解決烏克蘭危機的根本原因而採取的所有措施。
烏克蘭國家安全局表示，一名成員於烏克蘭首都基輔一個停車場遭槍殺，兇手隨後徒步離開現場，暫時沒有人被捕。傳媒報道死者為國家安全局上校沃羅尼奇，俄羅斯方面未有回應事件。
烏克蘭空軍釋出片段顯示，測試由德國製造的Skynex防空系統，成功摧毀多架俄羅斯無人機。
烏克蘭-東南歐第二屆外長級會議在克羅地亞舉行，會後各個出席國，包括烏克蘭、克羅地亞、科索沃、摩爾多瓦、黑山、阿爾巴尼亞、北馬其頓、羅馬尼亞和斯洛文尼亞代表簽署聯合聲明，支持烏克蘭踏上不可逆轉的歐洲-大西洋完全一體化道路，包括加入北約，並歡迎邀請烏克蘭加入北約，無論是俄羅斯或其他非北約成員國國家都沒有權利否決北約的擴大，聲明亦表明支持烏克蘭加入歐盟。
法國軍隊總參謀長布克哈德表示，俄羅斯將法國視為其歐洲的主要敵人，主因是自俄羅斯全面入侵以來法國對烏克蘭的堅定不移的支援。並認為雖然法國領土目前沒有受到俄羅斯直接攻擊的威脅，但俄羅斯總統普京擁有發動混合戰爭的許多其他選擇，包括法國境內的虛假資訊運動、網路攻擊、間諜活動和破壞海底基礎設施。
美國哥倫比亞廣播公司引述多個外交人士消息報道，美國總統特朗普自上任以來首次考慮授權為烏克蘭提供額外資金，資金可能是白宮希望向俄羅斯發出資訊的一部分。國際通訊社「路透社」則報道，特朗普計劃首次使用總統撥款權為烏克蘭提供，認為預視着其政府在軍事援助方式的重大轉變。

## 7月13日
烏克蘭地方政府表示，截至13日上午9時，俄羅斯在過去24小時內襲擊赫爾松、蘇梅、尼古拉耶夫、第聶伯羅彼得羅夫斯克、頓涅茨克、盧甘斯克、切爾卡瑟、哈爾科夫、扎波羅熱和切爾尼戈夫等地，至少造成7名平民死亡，21名平民受傷。烏克蘭空軍表示，俄軍對烏克蘭各地發動無人機襲擊，其中從布良斯克、濱海阿赫塔爾斯克、庫爾斯克、奧廖爾、米列羅沃等地發射60架見證者-136無人機和不明型號無人機。防空部隊在烏克蘭各地擊落20架見證者-136無人機和不明型號無人機。另有20架無人機因電子戰措施，未能擊中目標。蘇梅州州長表示，俄羅斯無人機襲擊蘇梅市，針對當地關鍵基礎設施，至少造成1名平民死亡，9名平民受傷。
烏克蘭武裝部隊總參謀部表示，自全面入侵以來，俄羅斯在烏克蘭損失1,033,930名士兵，過去一天俄軍有1,240人傷亡，累計損失11,016輛坦克、22,983輛裝甲戰鬥車輛、54,923輛車輛和油箱、30,243門火砲系統、1,438套多管火箭系統、1,194套防空系統、421架飛機、340架直升機、45,511架無人機、3,491枚巡弋飛彈、28艘船隻和1艘潛艦等。烏克蘭克里米亞游擊隊「阿泰什」表示，成功摧毀俄羅斯車臣阿赫馬特部隊在俄佔馬裡烏波爾市的作戰車輛。
烏克蘭總統澤連斯基表示，過去一星期俄羅斯向烏克蘭發射1千8百架遠端無人機、1千2百多枚滑翔炸彈和83枚各類型導彈，形容俄羅斯正在加強對城市的恐怖活動，進一步恐嚇烏克蘭人。另外澤連斯基表示，隨着烏軍繼續挫敗俄羅斯對各地區的攻擊，莫斯科正在進行的夏季攻勢並沒有達到克里姆林宮的預期，部隊將繼續摧毁佔領者，並進一切可能將戰爭帶到俄羅斯本土，烏克蘭正在準備新的遠程打擊。並指出烏克蘭預計將在本月底從德國獲得更多遠程武器。
烏克蘭國家安全局表示，在基輔採取特別行動拘捕2名俄羅斯聯邦安全局的特工，期間雙方駁火2名特工被擊斃。一男一女特工涉嫌策劃暗殺烏克蘭情報官員沃羅尼奇，長時間調查沃羅尼奇的行蹤後，並在12日於基輔殺死沃羅尼奇。
烏克蘭社區、領土和基礎設施發展部表示，在10日至11日期間於羅馬舉行的烏克蘭重建會議上，烏克蘭官員簽署合共籌集41.5億美元資金的協議、備忘錄和聯合聲明，用於對烏克蘭的戰後重建提供資金。
美國總統特朗普表示，美國將向烏克蘭提供額外愛國者防空系統，並將由北約提供相關資金。同時批評俄羅斯總統普京的行為和言論令人十分驚訝。美國共和黨參議員格雷厄姆表示，美國總統特朗普將在14日就烏克蘭戰爭發表重大聲明，預計美國將在未來幾日開始向烏克蘭提供武器。
德國國防部長皮斯托里烏斯表示，德國不會向烏克蘭提供金牛座遠端巡航導彈，但將向烏克蘭提供從美國購買的愛國者防空系統。
南韓國防部國防情報本部向南韓國會遞交的資料顯示，北韓近年向俄羅斯運送2萬8千多個炮彈集裝箱，以152毫米口徑炮彈為準，供貨量已有1,200萬枚左右。

## 7月14日
烏克蘭地方政府表示，截至14日上午9時，俄羅斯在過去24小時內襲擊赫爾松、蘇梅、尼古拉耶夫、第聶伯羅彼得羅夫斯克、頓涅茨克、盧甘斯克、切爾卡瑟、哈爾科夫、扎波羅熱和切爾尼戈夫等地，至少造成6名平民死亡，30名平民受傷。烏克蘭空軍表示，俄軍對烏克蘭各地發動導彈和無人機襲擊，其中從庫爾斯克地區發射4枚S-300/400導彈、從布良斯克、濱海阿赫塔爾斯克、庫爾斯克、奧廖爾、米列羅沃等地發射136架見證者-136無人機和不明型號無人機。防空部隊在烏克蘭各地擊落61架見證者-136無人機和不明型號無人機。另有47架無人機因電子戰措施，未能擊中目標。
烏克蘭武裝部隊總參謀部表示，自全面入侵以來，俄羅斯在烏克蘭損失1,035,060名士兵，過去一天俄軍有1,130人傷亡，累計損失11,019輛坦克、22,987輛裝甲戰鬥車輛、55,025輛車輛和油箱、30,294門火砲系統、1,438套多管火箭系統、1,194套防空系統、421架飛機、340架直升機、45,635架無人機、3,491枚巡弋飛彈、28艘船隻和1艘潛艦等。烏克蘭國防部情報總局表示，週末期間3架俄羅斯攻擊無人機闖入白俄羅斯領空，白俄羅斯派遣Mi-24直升機升空攔截，並擊落其中一架無人機。另外情報總局釋出片段顯示，部隊使用地面機械人系統參與前線戰鬥，「Liut」地面機械人利用安裝的重機槍向蘇梅州前線的俄羅斯陣地開火。
烏克蘭總統澤連斯基宣布，第一副總理兼烏克蘭經濟發展與貿易部長尤利婭·斯維里登科成為下任烏克蘭總理，並正式啟動改組內閣程序。任命仍需現任總理什梅米爾向烏克蘭國會提交辭職信並且獲得通過後，再經國會投票通過才能生效。在夜間講話中則表示，現任總理什梅米爾是出任下任國防部長的合適人選。另外澤連斯基會見到訪的美國總統烏克蘭問題特使凱洛格，討論國防安全、武器、制裁等議題。
美國總統特朗普與到訪的北約秘書長呂特會面，重點討論俄烏戰爭問題。特朗普直言對俄羅斯「非常非常不滿意」，並對俄羅斯總統普京感到失望。警告如果俄羅斯不能在50天內與烏克蘭達成停火協議，將被徵收100%的「非常嚴厲」關稅，並將對向俄羅斯購買石油的其他國家實施二級關稅。特朗普表示，美國將向北約提供數十億美元的軍事裝備，烏克蘭將從北約取得軍事裝備，而武器可能在數日內交付北約。但強調美國將進行製造，但不會負責付錢，北約將為此付款。希望烏克蘭做該國必須做的事，強調烏克蘭必須繼續尋求和平協議。而美國將向北約運送的武器將包括愛國者導彈系統和導彈砲台，又指出部分擁有愛國者的國家，將於數日內提供手上現有的系統。
同時批評俄羅斯正徹底摧毀烏克蘭的電力基礎設施，如果繼續空談，導彈將襲擊基輔並造成人員傷亡。警告達成協議的50天期限非常短暫，形容這是實現和平的一個機會，其政府亦能夠無需經參議院同意下對俄羅斯的100%關稅再實施二級關稅。呂特則表示，烏克蘭希望達成和平協議，北約將繼續致力於推動，歐洲國家將在武器供應方面加大力度。其中德國、芬蘭、丹麥、瑞典、挪威、荷蘭和加拿大，都希望參與重新武裝烏克蘭。
德國國防部長皮斯托裡烏斯在與美國國防部長赫格賽斯會面後表示，德國和美國將在幾天或幾周內向烏克蘭提供兩套美製愛國者防空系統，雙方已經敲定協議細節，包括發射器和導彈的確切數量。
美國傳媒「Axios」引述不具名外交消息報道，美國總統特朗普與俄羅斯總統普京於本月3日的電話通話中，普京提到俄羅斯將繼續在烏克蘭的進攻行動，直到俄羅斯佔領已被吞併的烏克蘭州份所有行政邊界，並打算在60日內升級對烏克蘭東部的軍事行動。隨後美國總統特朗普與法國總統馬克龍的通話中，形容普京想奪走一切。

## 7月15日
烏克蘭地方政府表示，截至15日上午9時，俄羅斯在過去24小時內襲擊赫爾松、蘇梅、尼古拉耶夫、第聶伯羅彼得羅夫斯克、頓涅茨克、盧甘斯克、切爾卡瑟、哈爾科夫、扎波羅熱和切爾尼戈夫等地，至少造成5名平民死亡，53名平民受傷，包括4名兒童。
烏克蘭武裝部隊總參謀部表示，自全面入侵以來，俄羅斯在烏克蘭損失1,036,290名士兵，過去一天俄軍有1,230人傷亡，累計損失11,022輛坦克、22,993輛裝甲戰鬥車輛、55,147輛車輛和油箱、30,346門火砲系統、1,440套多管火箭系統、1,194套防空系統、421架飛機、340架直升機、45,880架無人機、3,491枚巡弋飛彈、28艘船隻和1艘潛艦等。烏克蘭國民警衛隊歐米茄特種部隊發佈片段顯示，無人機操作員成功使用無人機瞄準備摧毁一架俄羅斯2S19 MSTA-S自行榴彈炮。
俄羅斯國防部表示，防空系統過去一夜之間擊落55架無人機，其中別爾哥羅德州32架，沃羅涅日州12架，利佩茨克州3架，羅斯托夫和庫爾斯克州各1架，黑海6架。烏克蘭國家安全與國防委員會反虛假資訊中心表示，烏克蘭針對俄羅斯利佩茨克州葉列茨市的俄羅斯能源公司工廠發動襲擊，設施為導彈生產電池，包括伊斯坎德爾系統和巡航導彈。
烏克蘭傳媒「基輔獨立報」引述烏克蘭國防部情報總局消息報道，情報總局成員與烏克蘭網絡志願者合作成功癱瘓俄羅斯軍方最大無人機供應商之一「Gaskar」集團的內部網絡和伺服器，並成功獲取超過47兆位元組的與俄羅斯無人機生產相關的技術資料，並且刪除伺服器上儲存的所有資料。
俄羅斯總統新聞秘書佩斯科夫表示，美國總統特朗普在14日發表相當嚴肅的聲明，當中某些內容似乎針對俄羅斯總統普京，目前俄羅斯仍然需要時間分析美國的最新立場，如果總統普京認為有必要將會對此發表評論。
烏克蘭總理什梅米爾正式向烏克蘭國會遞交辭職信，國會將在16日就解散什梅米爾內閣進行投票。什梅米爾在社交平台表示，感謝在前線捍衛和保衛烏克蘭的英雄，感謝烏克蘭總統澤連斯基的信任。
烏克蘭國會以305票贊成，無人反對，40票棄權下通過終止烏克蘭在禁止殺傷人員地雷的「渥太華條約」下的義務，標誌着烏克蘭正式推出該公約。同時烏克蘭國會以320票贊成再次延长国家战时状态和军事动员90天的总统令草案。
烏克蘭國家安全局表示，拘捕1名被俄羅斯情報部門招募的利沃夫居民，當時正在烏克蘭西部城市裡夫內一棟公寓樓放置炸藥，在遠端啟動後預計會發生強大的爆炸，造成平民傷亡，並令整個地區陷入恐慌。
俄羅斯國家電視台電視轉播美國公民丹尼爾·理查德·馬丁代爾獲得俄羅斯公民身份的宣誓儀式。馬丁代爾被烏克蘭政府指控在2022年2月進入烏克蘭，定居在頓涅茨克州一個村莊，期間秘密向俄羅斯軍方分享包括烏克蘭部隊陣地在內的情報，當中俄佔頓涅茨克地區官員曾經指出馬丁代爾的情報成功協助俄軍攻佔波克羅夫斯克附近的庫拉霍韋，並且在俄軍協助下抵達俄羅斯。
美國總統特朗普接受英國廣播公司電話採訪時表示，自己對俄羅斯總統普京感到失望，但與對方的關係沒有結束，自己相信曾4次與莫斯科接近達成協議，但每次普京都會推倒基輔的一棟建築來破壞協議。特朗普被問到澤連斯基是否應該考慮襲擊俄羅斯首都時表示，澤連斯基不應該將莫斯科作為攻擊目標。
歐盟外交事務和安全政策高級代表卡拉斯表示，俄羅斯在對烏克蘭的戰爭中加緊使用化學武器，自2022年全面入侵以來俄軍已經對烏克蘭進行九千次化學襲擊，認為這樣的情況表明俄羅斯希望盡可能製造更多痛苦，以便烏克蘭投降，形容情況令人難以接受。
丹麥外交部長拉斯穆森表示，丹麥準備好透過北約購買美國製造的武器來支援烏克蘭。挪威國防部長榮松表示，挪威政府將為協助烏克蘭獲得美國製造武器作出貢獻。
匈牙利總理歐爾班要求歐盟就烏克蘭的暴力徵兵問題採取行動，聲稱一名匈牙利裔烏克蘭公民被強制徵召，入伍後被軍事人員毆打至死。
英國傳媒「金融時報」引述知情人士消息報道，美國總統特朗普與烏克蘭總統澤連斯基在今個月四日的電話通話中，私下鼓勵烏克蘭加強對俄羅斯領土的縱深打擊，讓俄羅斯人感受到戰爭的痛苦，迫使克里姆林宮坐到談判桌前。同時特朗普詢問澤連斯基能否攻擊莫斯科和聖彼得堡，澤連斯基回應完全可以，只要美國提供武器便能做到。

## 7月16日
烏克蘭地方政府表示，截至16日上午9時，俄羅斯在過去24小時內襲擊敖德薩、文尼察、赫爾松、蘇梅、尼古拉耶夫、第聶伯羅彼得羅夫斯克、頓涅茨克、盧甘斯克、切爾卡瑟、哈爾科夫、扎波羅熱和切爾尼戈夫等地，至少造成3名平民死亡，40名平民受傷。烏克蘭空軍表示，俄軍對烏克蘭各地發動導彈和無人機襲擊，其中從俄佔克里米亞地區發射1枚伊斯均德爾-M彈道導彈、從布良斯克、濱海阿赫塔爾斯克、庫爾斯克、奧廖爾、米列羅沃等地發射400架見證者-136無人機和不明型號無人機。防空部隊在烏克蘭各地擊落198架見證者-136無人機和不明型號無人機。另有145架無人機因電子戰措施，未能擊中目標。頓涅茨克地區軍事管理局表示，俄軍對頓涅茨克州多布羅皮利亞市投下一枚500公斤的空中炸彈，襲擊當地市中心的購物中心，至少造成2名平民死亡，28名平民受傷。
烏克蘭武裝部隊總參謀部表示，自全面入侵以來，俄羅斯在烏克蘭損失1,037,460名士兵，過去一天俄軍有1,170人傷亡，累計損失11,025輛坦克、22,995輛裝甲戰鬥車輛、55,229輛車輛和油箱、30,395門火砲系統、1,440套多管火箭系統、1,196套防空系統、421架飛機、340架直升機、46,164架無人機、3,491枚巡弋飛彈、28艘船隻和1艘潛艦等。
烏克蘭國會以261票贊成、無人反對、4票棄權下，通過接受總理什梅哈爾的辭職，並解散其內閣，什梅哈爾與所有內閣部長將會代理職務直至總統提名新總理並得到國會通過。烏克蘭總統澤連斯基在夜間講話中表示，已經正式國會提名第一副總理兼經濟部長尤利婭·斯維里登科出任總理，現任總理傑尼斯·什梅加爾出任國防部長，戰略產業部長格爾曼·斯梅塔寧出任烏克蘭最大國有國防生產商「Ukroboronprom」負責人，數位化轉型部長米哈伊洛·費多羅夫出任第一副總理，經濟部副部長奧列克西·索博列夫出任合併後的經濟、生態和農業部長，經濟部副部長塔拉斯·卡奇卡出任歐洲和歐洲-大西洋一體化副總理，財政部副部長丹尼斯·烏利烏廷出任更名後的社會政策、家庭和團結部長，生態部長斯維特蘭娜·赫蘭丘克調任能源部長，能源部長格爾曼·加盧先科調任司法部長。
俄羅斯總統新聞秘書佩斯科夫回應美國總統特朗普14日要求俄羅斯50日內達成和平協議的言論時表示，相關言論看來美國和北約國家的決定將被烏克蘭解讀成繼續戰爭的信號。又指出在伊斯坦布爾的兩次談判未果後，俄羅斯正在等待烏克蘭方面就第三輪談判提出建議。
極端右翼新納粹主義準軍事恐怖組織「基地」表示，按俄羅斯政府指示，旗下位於烏克蘭的分部「白鳯凰」成員成功在10日於基輔殺死烏克蘭國家安全局上校沃羅內奇。
烏克蘭警方表示，一名烏克蘭軍校學員在切爾尼戈夫州北部的訓練演習中使用突擊步槍殺死兩名教官，事後該名學員被捕，襲擊動機不明，烏克蘭國家安全局正監督警方調查案件。
美國總統特朗普表示，向烏克蘭提供的愛國者防空系統已經在運送途中，美國將會得到全額回報。但德國國防部表示，目前無法確定相關系統是否正在前往烏克蘭的路上。
新聞通訊社「路透社」引述多國外交消息報道，美國總統特朗普與北約秘書長呂特在14日宣布向烏克蘭提供的武器協議，讓不少盟友措手不及，不少北約成員國事前並不知悉協議內容，亦從沒有獲得徵詢意見。
英國傳媒「每日電訊報」引述知情人士消息報道，美國總統特朗普在共和黨外交政策鷹派數個月的沉默影響下，開始對俄羅斯採取更強硬的路線，其中美國總統烏克蘭問題特使凱洛格扮演關鍵角色，形容近期對烏克蘭進行正式訪問的凱洛格「勢頭強勁」，並與美國國務卿盧比奧一起推動特朗普政策的轉變。

## 7月17日
烏克蘭地方政府表示，截至17日上午9時，俄羅斯在過去24小時內襲擊赫爾松、蘇梅、尼古拉耶夫、第聶伯羅彼得羅夫斯克、頓涅茨克、盧甘斯克、切爾卡瑟、哈爾科夫、扎波羅熱和切爾尼戈夫等地，至少造成7名平民死亡，48名平民受傷。烏克蘭空軍表示，俄軍對烏克蘭各地發動導彈和無人機襲擊，其中從布良斯克、濱海阿赫塔爾斯克、庫爾斯克、奧廖爾、米列羅沃等地發射64架見證者-136無人機和不明型號無人機。防空部隊在烏克蘭各地擊落36架見證者-136無人機和不明型號無人機。另有5架無人機因電子戰措施，未能擊中目標。烏克蘭國家應急服務表示，俄羅斯使用無人機對第聶伯羅彼得羅夫斯克州尼科波爾斯市發動「雙連擊戰術」襲擊，首架無人機擊中一輛貨車，救援人員趕到現場時在遭到另一架俄軍無人機襲擊，合共造成5名平民受傷，包括3名救援人員。
烏克蘭武裝部隊總參謀部表示，自全面入侵以來，俄羅斯在烏克蘭損失1,038,650名士兵，過去一天俄軍有1,190人傷亡，累計損失11,029輛坦克、22,996輛裝甲戰鬥車輛、55,383輛車輛和油箱、30,438門火砲系統、1,440套多管火箭系統、1,197套防空系統、421架飛機、340架直升機、46,414架無人機、3,491枚巡弋飛彈、28艘船隻和1艘潛艦等。烏克蘭陸軍第20軍團發佈片段顯示，烏克蘭士兵在頓涅茨克州與第聶伯羅彼得羅夫斯克州行政邊界附近的頓涅茨克州沃斯克雷森卡和雅爾塔定居點升起烏克蘭國旗，駁斥俄羅斯國防部聲稱在6月25日和7月15日佔領這兩個定居點。
俄羅斯國防部表示，過去一夜防空系統擊落122架烏克蘭無人機。斯摩棱斯克州州長表示，防空系統在當地擊落14架無人機，造成1人受傷。別爾哥羅德州州長表示，烏克蘭無人機襲擊在別爾哥羅德市造成1死7傷。沃羅涅日州長表示，防空系統在當地擊落5架無人機，至少造成3名兒童受傷。卡盧加州州長表示，防空系統在當地擊落3架無人機，至少造成1名兒童受傷。
烏克蘭總統澤連斯基表示，已任命歐洲和歐洲大西洋一體化事務副總理奧莉加·斯特凡尼希娜出任烏克蘭駐美國大使。澤連斯基在接受美國傳媒採訪時表示，正與美國總統特朗普討論一項協議，由美國採購烏克蘭研發的無人機，換取美方向烏克蘭售買武器。指出與特朗普的討論聚焦有助於加強彼此航空技術的協議。認為烏克蘭的無人機經過戰場的考驗，已能深入俄羅斯領土1,300公里，美國人需要這項技術，又指已準備好與美國、歐洲夥伴分享這項經驗，同時亦正與丹麥、挪威和德國協商相關內容。
烏克蘭國會以262票贊成、22票反對、26票棄權下，通過任命尤利婭·斯維里登科為新總理。
烏克蘭戰俘待遇協調總部表示，在烏克蘭國家安全局、內政部、國家緊急服務局和武裝部隊以及國際紅十字會等協助下，再度根據6月2日烏俄雙方在土耳其伊斯坦布爾的談判上達成的俄羅斯向烏克蘭交還士兵遺體協議的1千名在與俄羅斯作戰中陣亡的烏克蘭士兵遺體帶回烏克蘭。俄羅斯總統助理，俄烏和談代表團團長梅丁斯基則表示，烏克蘭交還19具俄羅斯士兵遺體作為交換一部份。
烏克蘭政府為俄羅斯軍人設立的求助熱線「我想活下去」公布，由對俄羅斯命運無動於衷的俄羅斯人提供的檔案顯示，主要在烏克蘭頓涅茨克州的波克羅夫斯克市附近作戰，由4個機動步兵旅組成的俄羅斯第41聯合武器軍在戰爭期間的傷亡情況，部隊士兵主要來自西伯利亞和俄羅斯南部，截至2025年6月1日至少有8,625名士兵在戰鬥中喪生，10,491人在行動中失蹤以及7,846名逃兵。其中最嚴重的是來自西伯利亞克麥羅沃州的第74摩托化步槍旅，該旅損失2,479名士兵，2,732人失蹤，2,789名逃兵，是該旅原來約3,500人的兩倍多。其次來自西伯利亞南部阿爾泰邊疆區的第35旅共有1,975人死亡，3,163人失蹤，2,229名逃兵。而圖瓦第55旅原是1,600人的小編隊，但目前已有1,430名士兵死亡，1,467人失蹤，1,616名逃兵。
俄羅斯數字發展和通訊部知會國際電信聯盟和無線電監督委員會，由歐洲通訊衛星公司開發的衛星系統正在協助烏克蘭軍隊，俄羅斯將會視相關系統為訊號干擾的合法目標。
烏克蘭第一副總理兼數字轉型部長費多羅夫表示，烏克蘭政府支持Brave1國防集團啟動的新計劃，允許外國公司在烏克蘭戰場上測試新軍事技術。
烏克蘭飛機生產商「安托諾夫航空公司」表示，一架完成現代化改裝的烏克蘭An-124「Ruslan」貨機上星期在烏克蘭飛往德國，儘管領空關閉，但在相關部門的協助下，仍然成功飛離基輔。
烏克蘭外交部長西比哈譴責匈牙利以一名匈牙利裔烏克蘭公民在軍事徵兵辦公室死亡為由，禁止3名烏克蘭軍事人員的決定毫無根據，烏克蘭絕不容忍對烏克蘭士兵的不尊重，保留採取行動以回應的權利。
美國駐北約大使惠特克表示，美國正按總統特朗普與北約提出的新倡議，加快向烏克蘭提供武器，並且正權衡美國自身的軍事儲備而向烏克蘭提供愛國者防空系統，承認烏克蘭迫切需要防空系統來保護遭受俄羅斯轟炸的城市。
德國總理默茨表示，德國將會在短時間內向烏克蘭提供新遠程導彈，並讓烏克蘭處於更好的位置。但沒有提及相關武器的名稱。
瑞士國防部表示，美國國務院已通知瑞士當局，由於美國希望加強對烏克蘭的支援，決定優先向烏克蘭提供愛國者防空系統，瑞士訂購的愛國者防空系統將延遲交付。
歐洲委員會烏克蘭兒童狀況特使吉爾瓦多蒂爾表示，美國政府削減對外國援助的資金，影響美國耶魯大學和其他機構營運的關於被非法驅逐的烏克蘭兒童追蹤計劃，阻礙追蹤和追回俄羅斯在持續戰爭期間帶走的數千名烏克蘭兒童的努力。

## 7月18日
烏克蘭地方政府表示，截至18日上午9時，俄羅斯在過去24小時內襲擊赫爾松、蘇梅、尼古拉耶夫、第聶伯羅彼得羅夫斯克、頓涅茨克、盧甘斯克、切爾卡瑟、哈爾科夫、扎波羅熱和切爾尼戈夫等地，至少造成7名平民死亡，25名平民受傷，並且多次攻擊第聶伯羅彼得羅夫斯克州的民用列車系統。烏克蘭空軍表示，俄軍對烏克蘭各地發動導彈和無人機襲擊，其中從布良斯克、濱海阿赫塔爾斯克、庫爾斯克、奧廖爾、米列羅沃等地發射35架見證者-136無人機和不明型號無人機。防空部隊在烏克蘭各地擊落11架見證者-136無人機和不明型號無人機。另有6架無人機因電子戰措施，未能擊中目標。烏克蘭哈爾科夫州楚胡伊夫市長表示，俄軍對當地發動襲擊，至少造成4名平民受傷。扎波羅熱州州長表示，俄軍對當地發射至少9架無人機，至少造成1名平民死亡，1名平民受傷。第聶伯羅彼得羅夫斯克州州長表示，俄軍對卡姆揚斯凱市發動襲擊，至少造成2名平民死亡， 11名平民受傷。
烏克蘭武裝部隊總參謀部表示，自全面入侵以來，俄羅斯在烏克蘭損失1,039,830名士兵，過去一天俄軍有1,180人傷亡，累計損失11,032輛坦克、23,005輛裝甲戰鬥車輛、55,494輛車輛和油箱、30,485門火砲系統、1,441套多管火箭系統、1,197套防空系統、421架飛機、340架直升機、46,549架無人機、3,491枚巡弋飛彈、28艘船隻和1艘潛艦等。總司令瑟爾斯基表示，烏克蘭士兵正在抵禦俄羅斯步兵旅在前線城市波克羅夫斯克附近突破烏克蘭防禦的企圖，軍隊正在要求增加武器和軍事裝備，特別是遠端武器。烏克蘭傳媒「基輔獨立報」引述烏克蘭國防部情報總局消息報道，情報總局網絡專家對俄羅斯天然氣工業股份有限公司的網絡基礎設施發動大規模網絡攻擊，刪除伺服器內大量資料，並形容是重大破壞。
俄羅斯國防部表示，防空系統過去一夜擊落73架烏克蘭無人機，其中在莫斯科州擊落10架。俄羅斯莫斯科市長表示，4架烏克蘭無人機在接近當地時被擊落。
烏克蘭總統澤連斯基簽署法令，任命前國防部長烏梅羅夫出任烏克蘭國家安全與國防委員會秘書長。烏梅羅夫在社交網站確認相關消息並表示，自己將確保烏克蘭國防系統有效運作，繼續協調所有武器交付、聯合生產和與國防夥伴的關係。澤連斯基與法國總統馬克龍進行長達1小時的電話通話，討論前線局勢和烏克蘭的國防需求。會後澤連斯基感謝馬克龍提出真正的戰略願景，其中法國同意擴大訓練烏克蘭飛行員使用幻影戰機的計劃，以及加強烏克蘭的防空，特別是為SAMP/T系統提供導彈和為攔截無人機提供資金。
俄羅斯總統普京與土耳其總統埃爾多安通電話，討論恢復烏克蘭和俄羅斯在伊斯坦布林的直接會談。埃爾多安表明，啟動俄烏之間的第三輪談判十分重要，一旦雙方商定日期，土耳其將立即準備在伊斯坦布爾舉辦討論。
俄羅斯總理米舒斯廷簽署命令，基於德國對俄羅斯的制裁和對烏克蘭的支援，所採取的敵對政策令雙邊協議失去意義，宣布正式退出與德國的軍事技術合作協議。
烏克蘭國家調查局表示，正調查5月一名來自基輔的應徵者在烏克蘭西部一個訓練中心出往基輔期間，被一名入伍軍官毆打後死亡的事件。實施毆打的入伍軍官目前被指控在戒嚴令下濫用權力。
烏克蘭第一副總理兼數位化轉型部長費多羅夫表示，計劃建立一個與美國政府效率部類似的組織，緊急降低多個政府專案成本並評估效率，以改善烏克蘭政府的戰時支出。
歐盟外交與安全政策高級代表卡拉斯表示，歐盟各成員國已同意對俄羅斯實施第18輪制裁，方案包括將俄羅斯石油價格上限從每桶60美元降低到每桶47.6美元，針對俄羅斯「影子艦隊」105艘船隻及其推動者以及俄羅斯銀行系統實施制裁措施，以及禁止在波羅的海下的北溪1號和2號天然氣管道運作。同時針對俄羅斯國防、金融和其他部門的14個個人和41個實體實施制裁。英國政府表示，已同步歐盟對俄羅斯的制裁，將俄羅斯石油出口的價格上限降至每桶47.6美元。
德國總理默茨表示，烏克蘭不太可能在2034年歐盟下一個預算週期結束前加入歐盟。目前德國的首要任務是結束俄羅斯對烏克蘭的戰爭，並專注於烏克蘭的長期重建。
英國政府表示，以參與長期網路攻擊和偵察行動為由，制裁3個俄羅斯軍事情報單位和18名軍官。並指出其中一個受制裁的單位涉嫌進行線上偵察，幫助協調俄羅斯在2022年對馬裡烏波爾的導彈襲擊，包括3月16日對馬里烏波爾劇院空襲，當時包括兒童在內的數百名平民在劇院避難。
澳洲國防部表示，由宣布直至抵達烏克蘭歷經九個月，由澳洲向烏克蘭提供的第一批49輛退役M1A1艾布拉姆斯坦克正式交付烏克蘭軍方。
烏克蘭傳媒「基輔獨立報」引述烏克蘭國防部情報總局消息報道，俄羅斯僱傭兵組織「瓦格納集團」成員伊戈爾·內斯特羅夫在馬里的戰鬥中死亡。當局指出內斯特羅夫曾是俄羅斯奧運拳擊金牌得主亞歷山大·波韋特金的教練，內斯特羅夫在加入瓦格納集團後曾參與在烏克蘭一些最殘酷的戰鬥，消息人士稱內斯特羅夫是戰犯。

## 7月19日

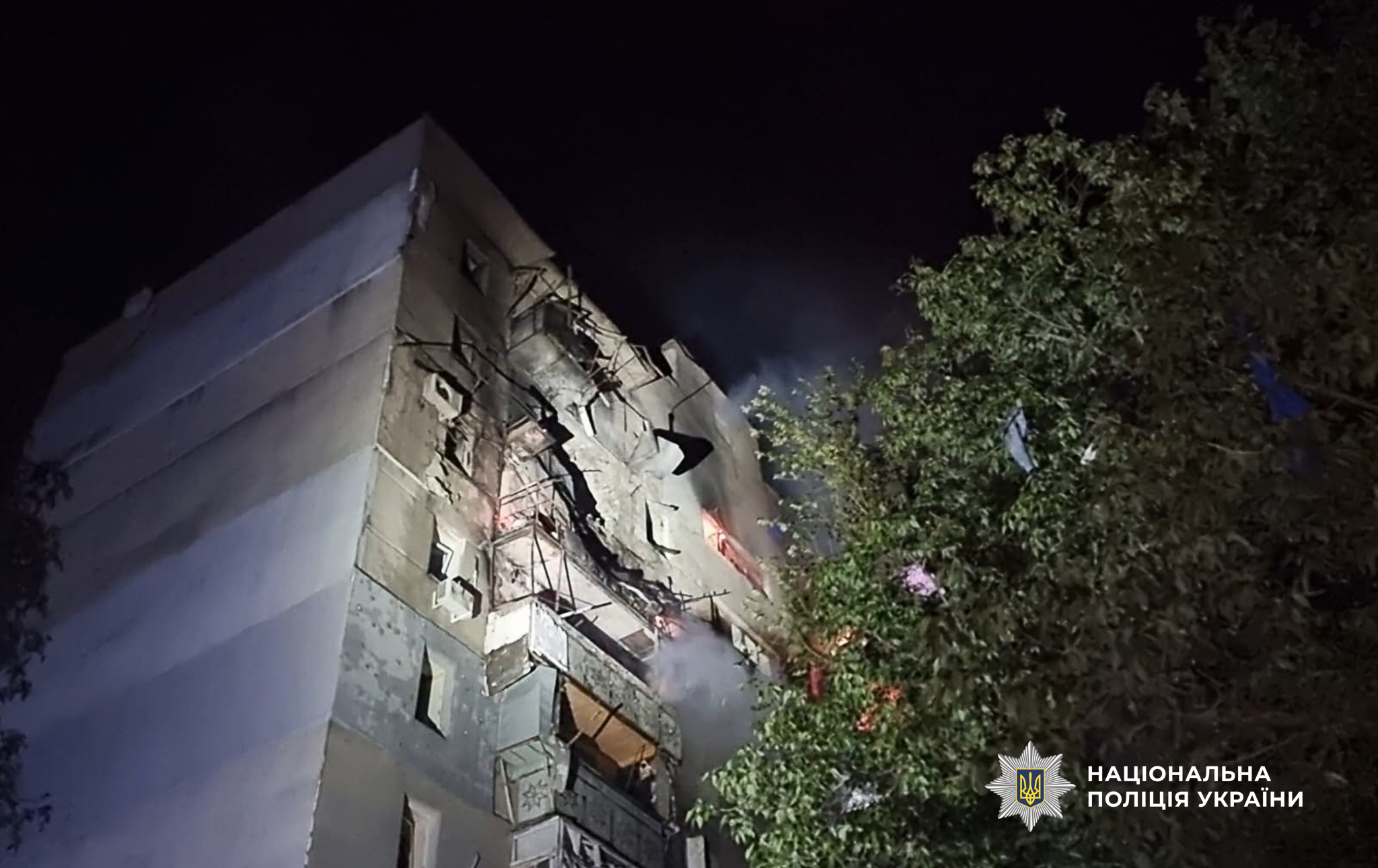
俄軍襲擊敖德薩市後

烏克蘭地方政府表示，截至19日上午9時，俄羅斯在過去24小時內襲擊敖德薩、赫爾松、蘇梅、尼古拉耶夫、第聶伯羅彼得羅夫斯克、頓涅茨克、盧甘斯克、切爾卡瑟、哈爾科夫、扎波羅熱和切爾尼戈夫等地，至少造成7名平民死亡，31名平民受傷。烏克蘭空軍表示，俄軍對烏克蘭各地發動大規模導彈和無人機襲擊，其中從布良斯克、沙塔洛沃、濱海阿赫塔爾斯克、庫爾斯克、奧廖爾、米列羅沃發射344架見證者-136無人機和不明型號無人機、從薩拉托夫州發射15枚Kh-101巡弋導彈、從沃羅涅日、庫爾斯克、羅斯托夫和俄佔克里米亞發射12枚伊斯坎德爾-M/KN-23彈道導彈、從米列羅沃發射8枚伊斯坎德爾-K巡航導彈。防空部隊在烏克蘭各地擊落185架見證者-136無人機和不明型號無人機、9枚Kh-101巡航導彈、7枚伊斯坎德爾-M/KN-23彈道導彈和7枚伊斯坎德爾-K巡航導彈。另有7枚巡航導彈和129架無人機因電子戰措施，未能擊中目標。敖德薩州州長表示，俄羅斯凌晨使用無人機襲擊敖德薩市，至少造成1名平民死亡，6名平民受傷，包括1名兒童。第聶伯羅彼得羅夫斯克州州長表示，疏散前線平民的關鍵人道主義援助中心巴甫洛赫拉德市，遭受戰爭中最嚴重的襲擊之一，俄羅斯恐怖分子使用導彈和無人機對當地進行轟炸，目前未有傷亡報告。
烏克蘭武裝部隊總參謀部表示，自全面入侵以來，俄羅斯在烏克蘭損失1,040,950名士兵，過去一天俄軍有1,120人傷亡，累計損失11,032輛坦克、23,012輛裝甲戰鬥車輛、55,602輛車輛和油箱、30,531門火砲系統、1,442套多管火箭系統、1,198套防空系統、421架飛機、340架直升機、46,712架無人機、3,492枚巡弋飛彈、28艘船隻和1艘潛艦等。
俄羅斯莫斯科市長表示，防空系統於當地凌晨時分擊落13架飛往莫斯科的無人機。
烏克蘭總統澤連斯基表示，已向莫斯科當局提議下週舉行新一輪和平談判，且希望加快停火磋商，在前兩次伊斯坦布爾談判負責帶領烏克蘭代表團的前國防部、現烏克蘭國家安全與國防委員會秘書長烏梅洛夫，已向俄方發出於下週進行協商會議的邀請。同時表示，目前仍持續與俄羅斯協商如何交換戰俘，依照土耳其伊斯坦布爾達成的協議執行相關事宜，強調俄羅斯不應再迴避任何決定。強調目前需要加速談判腳步，並呼籲採取緊急措施讓停火成為可能。指出包括交換戰俘、遣返被帶走的兒童，以及停止殺戮，需要舉行領導人層級的會晤，才能真正地確保持久和平，烏克蘭方面已做好這樣的準備。
烏克蘭外交部長西比哈表示，烏克蘭當局成功經摩爾多瓦疏散超過43名因拒絕申領俄羅斯護照，被俄羅斯強行驅逐出俄佔烏克蘭地區，被關押在俄羅斯與喬治亞邊境之間的地下室的烏克蘭公民。俄羅斯獨立媒體曾在6月23日報道，有超過45名烏克蘭公民拒絕申領俄羅斯護照而被驅逐至該地下室。當地援助組織「Volunters Tbilisi」則表示，有56名被驅逐出境的烏克蘭沒有被帶到烏克蘭邊境，而是被帶到喬治亞邊境的地下室，其中大多數是罪犯，包括政治犯。德國傳媒「德國之聲」則引述人權組織消息報道，預計未來幾星期將會有超過800名烏克蘭公民被驅逐出境。
烏克蘭國會主席斯特凡丘克表示，烏克蘭國會正在審查議會國家安全、國防和情報委員會提案，根據現行戒嚴令，若該年齡組別男性不受動員規定，仍然被禁止離開烏克蘭，除非獲得政府豁免。斯特凡丘克強調需要尋找一個法律機制，維護不受動員規定影響的人基本的權利，包括追求學業、工作和與國外家人團聚的權利。
阿塞拜疆總統阿利耶夫表示，阿塞拜疆正準備阿塞拜疆航空8243號班機空難向國際法院提交檔案，並對俄羅斯提起國際訴訟。阿利耶夫指責俄羅斯錯誤地將客機誤以為是烏克蘭無人機，並使用俄羅斯鎧甲-S1導彈防空系統瞄準。而事件發生已經7個月，阿塞拜疆尚未收到俄羅斯當局就事件的明確回應，阿塞拜疆總檢察長曾向俄羅斯作出正式查詢，俄方聲稱調查仍在進行。阿利耶夫表示理解調查可能需要時間，而從2014年7月馬來西亞航空MH17航班遭到俄羅斯擊落的事件所見，即使需要等待10年，阿塞拜疆也認為必須申張正義。另外阿利耶夫被傳媒問到作為一個在30年後成功恢復領土完整的國家領袖，有什麼意見可以向烏克蘭人提供時表示，自己幾年前已經回答一個類似的問題，現時的答案與之前的一樣，也符合烏克蘭人民的願望，這便是永遠不要同意被佔領。
德國負責對烏援助的弗洛伊丁少將表示，俄羅斯繼續擴大無人機生產，目標是能夠同時向烏克蘭發射2千架無人機。

## 7月20日
烏克蘭地方政府表示，截至20日上午9時，俄羅斯在過去24小時內襲擊赫爾松、蘇梅、尼古拉耶夫、第聶伯羅彼得羅夫斯克、頓涅茨克、盧甘斯克、切爾卡瑟、哈爾科夫、扎波羅熱和切爾尼戈夫等地，至少造成7名平民死亡，28名平民受傷。烏克蘭空軍表示，俄軍對烏克蘭各地發動導彈和無人機襲擊，其中從布良斯克、濱海阿赫塔爾斯克、庫爾斯克、奧廖爾、米列羅沃等地發射57架見證者-136無人機和不明型號無人機。防空部隊在烏克蘭各地擊落18架見證者-136無人機和不明型號無人機。另有7架無人機因電子戰措施，未能擊中目標。
烏克蘭武裝部隊總參謀部表示，自全面入侵以來，俄羅斯在烏克蘭損失1,041,990名士兵，過去一天俄軍有1,040人傷亡，累計損失11,035輛坦克、23,021輛裝甲戰鬥車輛、55,727輛車輛和油箱、30,583門火砲系統、1,443套多管火箭系統、1,198套防空系統、421架飛機、340架直升機、46,982架無人機、3,492枚巡弋飛彈、28艘船隻和1艘潛艦等。烏克蘭無人系統部隊第424「Svarog」營公布片段，顯示烏克蘭無人機操作員成功瞄準並摧毀俄羅斯實驗性的「KOP-2」電子戰系統，該系統用於干擾無人機。烏克蘭克里米亞游擊隊「阿泰什」表示，破壞俄羅斯圖拉州一個鐵路中繼櫃，嚴重干擾俄軍利用鐵路向蘇梅和哈爾科夫前線的俄軍運送裝置、燃料、人員和武器的關鍵動脈。
俄羅斯國防部表示，防空系統過去一夜在全國各地擊落93架無人機，其中19架在莫斯科州上空擊落，另有16架飛往莫斯科地區的無人機被擊落。
烏克蘭總統澤連斯基表示，已聽從烏克蘭石油天然氣公司負責人科列茨基的報告，並討論如何執行國際對烏克蘭有利的仲裁裁決，目前烏克蘭已獲得多項國際仲裁裁決，總額達69億美元。彰顯俄羅斯和俄羅斯天然氣工業股份公司的責任，並肯定國際法的權威。澤連斯基簽署法令，制裁3名烏克蘭人和2名俄羅斯人，包括俄羅斯流亡記者尤利婭·拉蒂尼娜，雖然在俄羅斯全面入侵烏克蘭之初就將稱為反戰者，但後來與克里姆林宮的宣傳結盟，另包括親俄的前烏克蘭議員。
俄羅斯總統秘書佩斯科夫表示，俄羅斯總統普京已準備好推動與烏克蘭的和平解決方案，但強調俄方必須達成軍事行動目標，這一立場不會動搖。又指出普京多次表示，希望盡快和平解決烏克蘭問題，但這是一個漫長的過程，需要付出努力，而且並非易事。
烏克蘭對外情報局表示，俄羅斯總統普京指示政府針對來自「不友好國家」的外國通訊應用程式制定新限制措施，減少俄羅斯人民對「敵對國家」技術的依賴，當中包括美國科技公司「Meta」旗下的WhatsApp。
英國國防大臣賀理安表示，作為烏克蘭國防聯絡小組的成員，將依次進行50天談判的推動並在戰場上武裝烏克蘭，並迫使俄羅斯總統普京上談判桌。
俄羅斯獨立媒體Mediazona與BBC新聞俄語根據公共來源，包括訃告、親屬、地區媒體和地方當局的報道，確認自2022年2月俄羅斯全面入侵烏克蘭以來，119,154名俄羅斯陣亡士兵的名字，近5,381名軍官在烏克蘭的戰鬥中喪生，至少有17,845名從監獄招募的囚犯、32,169名志願者和13,090名動員士兵在戰爭中死亡，而實際數字可能更高。

## 7月21日

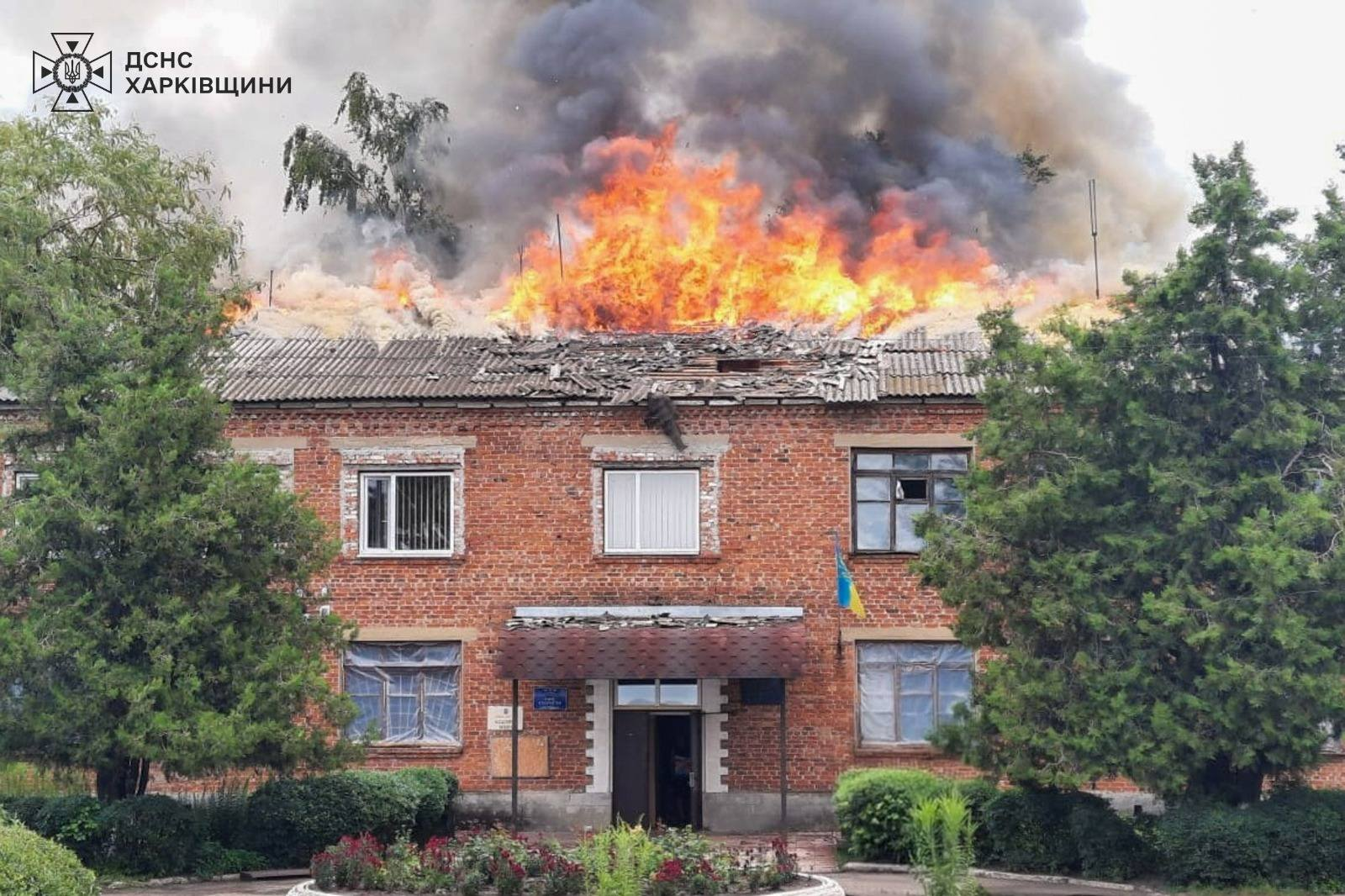
俄軍襲擊哈爾科夫州皮德撒尼後

烏克蘭地方政府表示，截至21日上午9時，俄羅斯在過去24小時內襲擊基輔、伊萬諾-弗蘭科夫斯克、赫爾松、蘇梅、尼古拉耶夫、第聶伯羅彼得羅夫斯克、頓涅茨克、盧甘斯克、切爾卡瑟、哈爾科夫、扎波羅熱和切爾尼戈夫等地，至少造成1名平民死亡，40名平民受傷。烏克蘭空軍表示，俄軍對烏克蘭各地發動大規模導彈和無人機襲擊，其中從布良斯克、沙塔洛沃、濱海阿赫塔爾斯克、奧廖爾、米列羅沃發射426架見證者-136無人機和不明型號無人機、從薩拉托夫州發射14枚Kh-101巡弋導彈、從黑海發射4枚口徑巡航導彈、從米列羅沃發射1枚伊斯坎德爾-K巡航導彈、從坦波夫地區發射5枚匕首高超音速導彈。防空部隊在烏克蘭各地擊落200架見證者-136無人機和不明型號無人機，絕大多數導彈被防空火力擊落，其餘導彈被電子戰壓制，未收到任何命中消息。另有203架無人機因電子戰措施，未能擊中目標。烏克蘭基輔市軍事管理局局長表示，俄軍午夜至凌晨對基輔的襲擊，至少造成1名平民死亡，8名平民受傷。伊萬諾-弗蘭科夫斯克市長表示，俄軍對當地的襲擊令3個村莊的基礎設施受損，至少造成4名平民受傷，包括1名兒童。蘇梅州州長表示，俄軍對烏克蘭東北部普季夫利發動無人機襲擊，至少造成11名平民受傷，包括1名兒童。
烏克蘭武裝部隊總參謀部表示，自全面入侵以來，俄羅斯在烏克蘭損失1,043,160名士兵，過去一天俄軍有1,170人傷亡，累計損失11,037輛坦克、23,028輛裝甲戰鬥車輛、55,859輛車輛和油箱、30,634門火砲系統、1,444套多管火箭系統、1,199套防空系統、421架飛機、340架直升機、47,181架無人機、3,515枚巡弋飛彈、28艘船隻和1艘潛艦等。
俄羅斯羅斯托夫州州長表示，烏克蘭無人機襲擊羅斯託夫州卡梅諾洛姆尼村一個火車站。莫斯科市市長表示，防空系統擊落5架無人機。
烏克蘭總統澤連斯基表示，已經任命16名新駐外大使，並概述烏克蘭未來六個月的關鍵外交優先事項。另外總統澤連斯基表示，烏克蘭將於7月23日在土耳其伊斯坦布爾與俄羅斯進行第3輪直接和平談判，烏克蘭將在談判中關注3個關鍵問題，包括遣返戰俘，遣返被俄羅斯綁架的兒童，以及籌備領導人會議，重申只有在國家領導人的層面上才能進行真正有效的談判。此外澤連斯基在出席國家安全與國防委員會會議後表示，為恢復戰爭期間的國家經濟，已下達命令暫停國家執法機關對各企業的無根據調查。
烏克蘭國防部長什梅哈爾在線上舉行的烏克蘭國防聯絡小組會議上表示，烏克蘭在2025年需要60億美元彌補武器生產資金缺口。德國國防部長皮斯托裡烏斯在會議上表示，與美國國防部長赫格塞斯討論後，美國和德國已同意向烏克蘭提供5套愛國者防空系統。
烏克蘭陸軍新任司令亨納迪·沙波瓦洛夫表示，自己將監督烏克蘭陸軍的組織、訓練和行動部署，保持戰鬥準備並確保有效執行軍事任務，抵禦俄羅斯的進攻。強調招聘、合同服務和動員必須成為公民的自覺選擇，而不僅僅是正式義務。
俄羅斯阿拉布加經濟特區執行長沙吉瓦利耶夫在俄羅斯國防部的宣傳影片中，介紹阿拉布加經濟特區中「世界上最大和最秘密」的無人機工廠，片段展示大量青少年正在組裝用於攻擊烏克蘭的見證者-136無人機。並且聲稱青少年是參與當地技術學院針對15歲學生的招聘計劃。
美國財政部長貝森特表示，敦促歐洲夥伴加入美國的計劃，若俄羅斯未能與烏克蘭達成和平協議，便一同對俄羅斯徵收二級關稅。
英國外交大臣林德偉表示，英國政府針對135艘俄羅斯油輪和2家與俄羅斯影子船隊有聯絡的航運公司實施新制裁，目標是進一步拆除俄羅斯總統普京的影子艦隊，並耗盡俄羅斯的關鍵石油收入。
俄羅斯獨立媒體「Mediazona」報道，於2022年獲評為「優秀教師」，今年5月獲俄羅斯總統普京接見，並獲表揚其在部落客分享自身參與「特別軍事行動」經歷的根納迪·斯塔諾夫在參與前線戰鬥時陣亡。

## 7月22日
烏克蘭地方政府表示，截至22日上午9時，俄羅斯在過去24小時內襲擊敖德薩、赫爾松、蘇梅、尼古拉耶夫、第聶伯羅彼得羅夫斯克、頓涅茨克、盧甘斯克、切爾卡瑟、哈爾科夫、扎波羅熱和切爾尼戈夫等地，至少造成7名平民死亡，28名平民受傷。烏克蘭空軍表示，俄軍對烏克蘭各地發動導彈和無人機襲擊，其中從濱海阿赫塔爾斯克、俄佔克里米亞等地發射42架見證者-136無人機和不明型號無人機。防空部隊在烏克蘭各地擊落26架見證者-136無人機和不明型號無人機。另有7架無人機因電子戰措施，未能擊中目標。
烏克蘭武裝部隊總參謀部表示，自全面入侵以來，俄羅斯在烏克蘭損失1,044,250名士兵，過去一天俄軍有1,090人傷亡，累計損失11,038輛坦克、23,035輛裝甲戰鬥車輛、55,953輛車輛和油箱、30,680門火砲系統、1,445套多管火箭系統、1,199套防空系統、421架飛機、340架直升機、47,437架無人機、3,533枚巡弋飛彈、28艘船隻和1艘潛艦等。烏克蘭第63獨立機械化旅公布片段顯示，3名俄軍士兵在頓涅茨克州前線托爾斯克開槍打死1名騎腳踏車的平民。該旅無人機記錄整個槍擊事件，隨後使用無人機殺死3名涉事的俄軍士兵。烏克蘭空軍表示，晚上一架法製幻影2000戰機因航空設備故障而墜毁，飛行員成功彈射逃生。
俄羅斯薩馬拉州州長表示，多架無人機在試圖襲擊當地工業設施時被摧毀。烏克蘭國家安全與國防委員會則表示，無人機襲擊薩馬拉的新古比雪夫斯克天然氣加工和石化工廠，該工廠供應用於生產炸藥的原材料。
戰場監察網站「DeepState」報道，俄軍成功利用烏克蘭其中一個部署在波克羅夫斯克的旅的兵力不足，通過茲維羅沃進入波克羅夫斯克市，雙方曾經爆發巷戰。烏克蘭傳媒「基輔獨立報」則引述當地前線無人機部隊成員消息報道，俄軍已經靠近該市邊界。
烏克蘭總統澤連斯基表示，任命國家安全與國防委員會秘書烏梅羅夫率領來自國防部情報總局、外交部和總統辦公室的代表出席23日在土耳其伊斯坦布爾與俄羅斯舉行的第三輪和平談判。強調烏克蘭願意盡可能富有成效地完成和談，以追求具體成果。
烏克蘭國會以263票贊成、13票反對、13票棄權，通過第12414號法案，批准賦予總檢察長對國家反腐敗局和特別反腐敗檢察官辦公室的全面新權力。法案允許總檢察長向國家反腐敗局發出具有約束力的指示，並將案件重新分配到其他執法機構，將特別反腐敗檢察官辦公室的權力下放給其他檢察官。同時總檢察長可以應辯護方的要求結束國家反腐敗局的調查。而在21日烏克蘭國家安全局以涉嫌遭俄羅斯滲透為理由，搜查2個機構多個辦公室。事件和法案的通過引發全國各地爆發示威，當中包括基輔、利沃夫、第聶伯羅和敖德薩，是自俄羅斯全面入侵開始以來的首次全國性抗議活動，示威者批評國家安全局搜查2個機構多個辦公室，是基於政治動機，因為2個機構一直調查總統澤連斯基親信的貪腐，另外法案破壞保護國家反腐敗局和特別反腐敗檢察官辦公室免受政治干預的保障措施，示威者要求總統澤連斯基運用總統的否決權。烏克蘭總統澤連斯基在夜間講話中沒有直接回應示威，但指出這是「情緒激動」的一天，自己已經與總檢察長、國家反腐敗局局長和特別反腐敗檢察官辦公室負責人會面。而多個烏克蘭傳媒引述消息報道，總統澤連斯基已在全國示威爆發期間簽署法案，並將於23日起實施。烏克蘭國防部情報總局局長布達洛夫在社交平台表示，烏克蘭的歷史告訴眾人，一個國家如果因內部矛盾而分裂，就會失敗。現在我們有一個共同的問題，一個共同的敵人。因此應該透過公開對話解決內部矛盾，以實現一個共同目標，保衛我們的國家，強大的軍隊和機構將拯救烏克蘭。我們必須表現出智慧和責任。
烏克蘭國防部情報總局局長布達洛夫表示，俄羅斯正在全面動員政治、經濟和社會力量，並計劃在未來幾年內花費1.1萬億美元重新武裝，為未來發動潛在的重大戰爭作準備。
烏克蘭國家反腐敗局和特別反腐敗檢察官辦公室聯合展開行動，指控一名烏克蘭國家安全全國高級官員以及其兩名同夥索取30萬美元賄賂，協助組織士兵非法越境。
美國駐北約大使惠特克表示，如果俄羅斯拒絕和平解決烏克蘭的戰爭，中國可能會因支援俄羅斯在烏克蘭的戰爭而面臨後果，認為中國應該因資助烏克蘭戰場上的殺戮而受到譴責。而目前中國認為正在通過俄羅斯進行代理人戰爭，令美國和其盟友忙於應付戰爭，美國和其盟友就無法專注於其他戰略挑戰。
俄羅斯獨立傳媒「內幕」報道，俄羅斯國防部正以教育為幌子，為俄羅斯青少年引入無人機開發、影片遊戲、國營比賽以及學術和職業發展承諾，招募青少年參與與入侵烏克蘭相關的後勤活動，其中包括一名13歲青少年在俄軍訓練設施中教授使用無人機的技術。

## 7月23日
烏克蘭地方政府表示，截至23日上午9時，俄羅斯在過去24小時內襲擊赫爾松、蘇梅、尼古拉耶夫、第聶伯羅彼得羅夫斯克、頓涅茨克、盧甘斯克、切爾卡瑟、哈爾科夫、扎波羅熱和切爾尼戈夫等地，至少造成2名平民死亡，30名平民受傷。烏克蘭空軍表示，俄軍對烏克蘭各地發動無人機襲擊，其中從庫爾斯克、米列羅沃、濱海阿赫塔爾斯克、俄佔克里米亞等地發射71架見證者-136無人機和不明型號無人機。防空部隊在烏克蘭各地擊落27架見證者-136無人機和不明型號無人機。另有18架無人機因電子戰措施，未能擊中目標。
烏克蘭武裝部隊總參謀部表示，自全面入侵以來，俄羅斯在烏克蘭損失1,045,220名士兵，過去一天俄軍有970人傷亡，累計損失11,041輛坦克、23,037輛裝甲戰鬥車輛、56,041輛車輛和油箱、30,722門火砲系統、1,446套多管火箭系統、1,199套防空系統、421架飛機、340架直升機、47,552架無人機、3,533枚巡弋飛彈、28艘船隻和1艘潛艦等。
俄羅斯羅斯托夫州州長表示，烏克蘭對新切爾卡斯克地區發動無人機襲擊，至少造成3名平民受傷。烏克蘭國家安全與國防委員會表示，俄羅斯羅斯托夫州新切爾卡斯克的軍工綜合體和俄軍鐵路基礎設施遭到攻擊。俄羅斯克拉斯諾達爾邊疆區官員表示，烏克蘭無人機襲擊一個石油倉庫，至少造成1死1傷。
烏克蘭總統澤連斯基表示，自己已經與烏克蘭國家反腐敗局、特別反腐敗檢察官辦公室、烏克蘭國家安全局、國家預防腐敗局、國家調查局、內政部和總檢察長辦公室代表進行會談，討論22日由執政人民公僕黨在國會提出並獲通過，及後引發全國各地出現示威的法案，表明已經聽到社會的聲音，了解民眾對國家機構的期望，希望確保司法公正和各個機構的有效運作。重申烏克蘭人民有一個共同的敵人，便是俄羅斯，保衛烏克蘭需要一個足夠強大的執法和反腐敗體制，指出刑事訴訟不應拖延數年而得不到合法判決。自己與各代表討論必要的行政和立法決定，以加強各機構的工作，解決現有矛盾。各方同意制定聯合行動計劃，概述加強烏克蘭、解決現有問題、實現更大程度的正義以及維護烏克蘭社會利益的所需步驟。
俄烏雙方在土耳其伊斯坦布爾舉行第三輪和平談判，烏克蘭方面由國家安全與國防委員會秘書烏梅羅夫代表，俄羅斯方面由總統顧問梅金斯基代表。雙方會面不足1小時。俄烏雙方同意繼續交換戰俘和遭拘留的平民。烏梅羅夫指出，烏克蘭願意在8月底前舉行領導人會晤，俄方應展現出具建設性的態度。梅金斯基則表示，有必要就兩國領導人會晤達成協議，認為兩國領導人可能會晤，但只是旨在簽署文件而非討論。梅金斯基在談判結束後舉行記者會表示，俄烏第二輪會談達成的人道主義協議已全部履行完畢，雙方完成第二輪大規模戰俘交換，規模創歷史之最，俄方在談判中提議烏方組建三個線上工作組開展磋商，烏方同意考慮建立工作組的提議，而俄方建議基輔宣布24至48小時短期停火，以便撤離傷員及收殮陣亡士兵遺體。俄方另向烏克蘭提出新換俘計劃，包括雙方各自釋放至少1千2百名軍事人員，俄方願向烏方移交3千具烏軍陣亡人員遺體。而烏軍從庫爾斯克州「撤離」的居民中，約30人尚未返回俄羅斯，亦理應在交換中返回。俄烏前線重傷及患病人員的醫療交換機制將持續進行。烏克蘭總統澤倫斯基會後表示，烏俄按照在土耳其伊斯坦堡舉行的和平談判達成戰俘交換協議，進行自6月2日的第九階段交換，被遣返的人中有重傷以及25歲以下的戰俘，約1千人返回烏克蘭。
烏克蘭總統辦公室主任葉爾馬克表示，在與俄羅斯進行第三輪和平談判之前，與烏克蘭國家安全與國防委員會秘書烏梅羅夫在土耳其安卡拉會見土耳其總統埃爾多安，感謝土耳其在整個與俄羅斯的全面戰爭中對烏克蘭的一貫政治和安全支援，讚賞土耳其願意為談判提供一個平臺，並支援旨在為烏克蘭實現公正和持久和平的外交努力。
烏克蘭國家安全局表示，拘捕一名遭到俄羅斯情報部門招募的基輔市居民，涉嫌在當地一間咖啡店放下總重量近1.5公斤TNT的兩個簡易爆炸裝置，計劃在晚上高峰時段遠端引爆，以殺死平民製造恐慌。
烏克蘭駐英國大使、前武裝部隊總司令扎盧日內表示，俄羅斯對烏克蘭的戰爭在2024年進入全新、截然不同的階段，俄羅斯轉變戰場戰術，放棄直接攻擊，轉為進行針對烏克蘭軍方和平民的消耗戰。目前的前線存在大量殺戮，在2022年坦克走在前面而軍事人員跟在後方，現在坦克和士兵交換了位置。如果烏克蘭試圖在不建立任何未來防禦的情況下建立停火，俄羅斯對烏克蘭的戰爭可能會持續到2034年。
美國總統特朗普表示，美國和歐盟已經簽署一項協議，由歐盟購買美國武器，歐盟將負責成員國之間的分配，並預計大部分武器將運往烏克蘭。美國國務院表示，批准一項價值3.22億美元的對烏軍售案，以強化烏克蘭的防空系統和裝甲戰車能力。美國國防安全合作署表示，軍售案中的鷹式防空設備和維護將高達1.72億美元，而布萊德雷步兵戰車設備與服務總計達1.5億美元。

## 7月24日
烏克蘭地方政府表示，截至24日上午9時，俄羅斯在過去24小時內襲擊赫爾松、蘇梅、尼古拉耶夫、第聶伯羅彼得羅夫斯克、頓涅茨克、盧甘斯克、切爾卡瑟、哈爾科夫、扎波羅熱和切爾尼戈夫等地，至少造成4名平民死亡，28名平民受傷。烏克蘭敖德薩州州長表示，午夜至凌晨期間俄羅斯對敖德薩發動無人機襲擊破壞住宅樓、加油站和敖德薩歷史中心的建築古蹟。哈爾科夫州州長表示，君使用滑翔炸彈襲擊哈爾科夫市一棟高層住宅樓和民用企業，至少造成41名平民受傷，包括6名兒童。切爾卡瑟地區軍事管理局表示，俄軍上午向當地發射4枚巡航導彈，至少造成12名平民受傷。
烏克蘭武裝部隊總參謀部表示，自全面入侵以來，俄羅斯在烏克蘭損失1,046,270名士兵，過去一天俄軍有1,050人傷亡，累計損失11,046輛坦克、23,047輛裝甲戰鬥車輛、56,137輛車輛和油箱、30,746門火砲系統、1,446套多管火箭系統、1,199套防空系統、421架飛機、340架直升機、47,638架無人機、3,533枚巡弋飛彈、28艘船隻和1艘潛艦等。
烏克蘭總統澤連斯基表示，已經與美國達成協議，美國將購買烏克蘭製造的無人機，以換取烏克蘭獲得美國武器，估計潛在合同價值在100億至300億美元之間，形容是一項「雙贏」協議，而這項協議已經生效。另外烏克蘭正在努力將國內武器生產要素轉移到國外，目前正在與挪威和德國談判建立聯合製造安排，其中烏克蘭已與丹麥達成協議，丹麥將建立遠端無人機生產線，並為此提供額外的資金，在戰爭期間供應給烏克蘭。生產線是政府與私營部門的各佔一半合作。在戰後將為丹麥自身生產無人機。此外澤連斯基表示，烏克蘭向盟友提出要求提供多10套愛國者防空系統，而目前獲得3套，將繼續與合作夥伴爭取獲得更多防空系統，並正在爭取獲得生產愛國者系統使用的導彈許可證。回應傳媒提問時表示，目前正在積極與西方合作伙伴合作，爭取每年獲得650億美元援助，以支援軍事支出。現時烏克蘭需要彌補400億美元的年赤字，而國內軍事生產，包括導彈、無人機和電子戰系統，每年需要250億美元才能正常運作。
烏克蘭頓內茨克州州長菲拉甚金表示，俄軍繼續襲擊頓涅茨克地區前線城市，仍有1,380名平民仍然留在波克羅夫斯克，在目前的狀況下幾乎不可能提供人道主義援助或飲用水到當地，當地的所有商店已經關閉，俄軍正在炮擊通往當地的道路。而一個俄羅斯破壞和偵察組織已經滲透到波克羅夫斯克，烏軍正在盡一切努力消除這個組織。頓涅茨克地區軍事管理局表示，若有23,000名平民，包括113名兒童仍然身處在烏克蘭東部頓涅茨克前線戰役地區，當中大多數兒童位於萊曼地區，另有5名兒童在托列茨克地區。
烏克蘭駐德國大使馬凱耶夫表示，德國正準備向烏克蘭提供第八套IRIS-T防空系統。
太空服務公司「SpaceX」表示，旗下的星鏈衛星系統出現停電問題，全球服務中斷2.5小時。烏克蘭軍方在社交平台證實烏克蘭的星鏈系統亦出現相關問題，終端器癱瘓，與前線喪失連線。
美國國務院表示，已批准向烏克蘭出售兩項潛在軍事物資價值約3.3億美元。其中包括價值1.5億美元協助烏克蘭維修和維護期M109自走榴彈炮裝置和服務，並允許烏克蘭獨立進行維修，另包括價值1.8億美元為烏克蘭的防空系統提供類似支援，包括美製愛國者防空系統。連續第二日批准向烏克蘭軍售。
歐盟委員會主席馮德萊恩到訪中國，與中共中央總書記兼中國國家主席習近平會面。會後表示敦促中國利用與俄羅斯總統普京的密切關係，幫助推動與烏克蘭的和平談判，認為中國對俄羅斯有影響力，就像歐盟對烏克蘭有影響力一樣，但強調歐盟不需要向烏克蘭施壓，烏克蘭已經表現出願意談判的意願。
荷蘭外交部長費爾德坎普表示，荷蘭和歐洲安全與合作組織的其他40個成員國已正式呼籲組織對俄軍涉嫌對烏克蘭戰俘的酷刑和虐待進行獨立調查。

## 7月25日
烏克蘭地方政府表示，截至25日上午9時，俄羅斯在過去24小時內襲擊赫爾松、蘇梅、尼古拉耶夫、第聶伯羅彼得羅夫斯克、頓涅茨克、盧甘斯克、切爾卡瑟、哈爾科夫、扎波羅熱和切爾尼戈夫等地，至少造成3名平民死亡，69名平民受傷。烏克蘭空軍表示，俄軍對烏克蘭各地發動導彈和無人機襲擊，其中從俄羅斯沃羅涅日州發射2枚伊斯坎德爾-M/KN-23彈道導彈、從庫爾斯克、米列羅沃、濱海阿赫塔爾斯克、俄佔克里米亞等地發射61架見證者-136無人機和不明型號無人機。其中54架見證者-136無人機和不明型號無人機被防空部隊在烏克蘭各地擊落或因電子戰措施，未能擊中目標。哈爾科夫州州長表示，俄軍發射一枚滑翔炸彈襲擊哈爾科夫市，至少造成1名平民死亡，17名平民受傷，包括1名兒童。
烏克蘭武裝部隊總參謀部表示，自全面入侵以來，俄羅斯在烏克蘭損失1,047,250名士兵，過去一天俄軍有980人傷亡，累計損失11,049輛坦克、23,052輛裝甲戰鬥車輛、56,213輛車輛和油箱、30,777門火砲系統、1,446套多管火箭系統、1,201套防空系統、421架飛機、340架直升機、47,834架無人機、3,535枚巡弋飛彈、28艘船隻和1艘潛艦等。
俄羅斯國防部表示，過去一夜防空系統擊落105架烏克蘭無人機，其中別爾哥羅德州26架、布良斯克州25架、羅斯托夫州23架、克拉斯諾達爾邊疆區8架、斯塔夫羅波爾邊疆區5架、庫爾斯克州和坦波夫州各3架、沃羅涅日州2架，奧列爾州1架、亞速海上空9架。俄羅斯獨立傳媒「Astra」報道，過去一夜烏克蘭無人機襲擊俄羅斯多過地區，其中包括斯塔夫羅波爾邊疆區的一座化工廠。
戰場監察網站「DeepState」表示，烏軍已經奪回位於蘇梅州與俄羅斯邊境附近的金德拉蒂夫卡。
烏克蘭總統澤連斯基簽署批准國會通過的法案，再次延長國家戰時狀態和軍事動員90天，至11月5日。澤連斯基在與武器生產商代表會面時敦促烏克蘭無人機製造商提高產量，並確保每天至少能夠發射1千架攔截無人機。
俄羅斯總統新聞秘書佩斯科夫表示，俄羅斯總統普京與澤連斯基不太可能在未來30天內舉行會晤，指出可以舉行最高級別的會議但必須在達成協議後。強調在土耳其第二輪談判期間向烏克蘭代表團提交的備忘錄草案概述俄羅斯的立場，指出俄羅斯的立場與烏克蘭的草案中概述的提案「截然相反」，這些立場不太可能立即調和，並將需要非常複雜的外交工作。
俄羅斯總統助理兼海事委員會主席帕特魯捨夫表示，俄羅斯將提供海洋機器人系統、軍艦和其他軍機來增援黑海艦隊，強調艦隊的戰略重要性，艦隊對於對抗北約和繼續對烏克蘭的軍事行動仍然至關重要。
聯合國安理會召開會議。會上美國駐聯合國代理大使莎兒表示，如果中國真誠地呼籲在烏克蘭達到和平，應該停止助長俄羅斯的侵略，呼籲所有國家，特別是中國停止向俄羅斯出口軍民兩用商品，相關商品讓俄羅斯維持武器生產，並助長對烏克蘭的導彈和無人機襲擊。中國駐聯合國副大使耿爽回應指控時表示，中國不是戰爭的任何一方，一直嚴格控制軍民兩用商品，包括無人機的出口。敦促美國停止推卸在烏克蘭問題上的責任或製造對抗，理應在停火和和平談判上發揮更具體的建設性作用。
美國總統特朗普表示，對俄羅斯的二次制裁可能會在本月14日宣佈的50天最後期限之前實施。目前正在研究整個情況，可能不得不提早實施二次制裁。
土耳其總統埃爾多安表示，將與美國總統特朗普聯絡，討論安排烏克蘭總統澤連斯基和俄羅斯總統普京的面對面對話。
塞爾維亞歐洲一體化部長斯塔羅維奇表示，一旦塞爾維亞加入歐盟，塞爾維亞將加入對俄羅斯實施制裁，對於針對塞爾維亞不夠支援烏克蘭的指控，斯塔羅維奇強調塞爾維亞「明確無誤地」譴責俄羅斯對烏克蘭的戰爭。但塞爾維亞總統武契奇在27日否認塞爾維亞會向俄羅斯實施制裁，認為這並不符合塞爾維亞的政策。
新聞通訊社「路透社」引述匿名人士消息報道，美國富商馬斯克在2022年秋季烏克蘭在赫爾松地區的一次重大反攻中，下令其擁有的太空服務公司「SpaceX」暫停星鏈衛星對烏克蘭赫爾松州部分地區的覆蓋。而當時烏軍正試圖包圍當地的俄軍，此舉導致前線部隊失去連線，使無人機失調，並擾亂炮兵協調。一位烏克蘭軍方訊息人士告訴路透社，斷網直接導致包圍行動的失敗。

## 7月26日
烏克蘭地方政府表示，截至26日上午9時，俄羅斯在過去24小時內襲擊赫爾松、蘇梅、尼古拉耶夫、第聶伯羅彼得羅夫斯克、頓涅茨克、盧甘斯克、切爾卡瑟、哈爾科夫、扎波羅熱和切爾尼戈夫等地，至少造成6名平民死亡，61名平民受傷。烏克蘭空軍表示，俄軍對烏克蘭各地發動導彈和無人機襲擊，其中從俄羅斯沃羅涅日州發射12枚伊斯坎德爾-M/KN-23彈道導彈、從葉爾斯克、羅斯托夫、沃羅涅日地區發射8枚伊斯坎德爾-K巡航導彈、從別爾哥羅德和俄佔扎波羅熱地區發射7枚Kh-59/69導彈、從庫爾斯克、米列羅沃、濱海阿赫塔爾斯克、俄佔克里米亞等地發射61架見證者-136無人機和不明型號無人機。其中17枚各種類型導彈、183架見證者-136無人機和不明型號無人機被防空部隊在烏克蘭各地擊落或因電子戰措施，未能擊中目標。哈爾科夫州州長表示，在午夜至凌晨的襲擊中，4枚俄羅斯KAB空中炸彈、2枚導彈和多架無人機擊中哈爾科夫市，至少造成1名平民受傷。第聶伯羅彼得羅夫斯克州州長表示，襲擊中多枚導彈和無人機擊中第聶伯羅市，至少造成1名平民死亡，1名平民受傷。蘇梅州長表示，俄軍使用無人機襲擊蘇梅地區軍事管理局大樓以及蘇梅市中心的獨立廣場。俄軍在夜間再次蘇梅市民用基設施，至少造成3名平民受傷。
烏克蘭武裝部隊總參謀部表示，自全面入侵以來，俄羅斯在烏克蘭損失1,048,330名士兵，過去一天俄軍有1,080人傷亡，累計損失11,056輛坦克、23,059輛裝甲戰鬥車輛、56,371輛車輛和油箱、30,812門火砲系統、1,448套多管火箭系統、1,201套防空系統、421架飛機、340架直升機、47,959架無人機、3,535枚巡弋飛彈、28艘船隻和1艘潛艦等。烏克蘭國防部情報總局表示，一架俄羅斯Su-27UB戰機在俄羅斯克拉斯諾達爾邊疆區阿爾馬維爾機場起火，並聲稱俄羅斯境內對克里姆林宮政權的抵抗正在增長。烏克蘭軍方霍爾蒂恰作戰戰術小組表示，在哈爾科夫州的激烈戰鬥中，烏軍成功擊斃俄軍高級指揮官第69摩托化步兵師第83團團長列別捷夫上校，當時正指揮部隊在韋雷基·布爾盧克地區展開進攻行動。
俄羅斯國防部表示，防空部隊過去一夜在俄羅斯八個地區擊落54架烏克蘭無人機，當中不包括斯塔夫羅波爾邊疆區。烏克蘭傳媒「基輔獨立報」引述烏克蘭國家安全局消息報道，烏克蘭無人機襲擊俄羅斯斯塔夫羅波爾邊疆區的訊號無線電工廠。同時俄军控制位於顿涅茨克州和第聂伯罗彼得罗夫斯克州的两处居民点。
烏克蘭總統澤連斯基表示，烏軍擊退俄軍在蘇梅州發動進攻的企圖，挫敗俄羅斯擴大其在蘇梅地區立足點的企圖。感謝總司令設法挫敗俄羅斯對蘇梅地區的計劃，烏軍在當地的積極行動仍在繼續，自己感謝每個將俄軍趕走的士兵。
美國國務卿盧比奧表示，美國總統特朗普正在因烏克蘭戰爭對俄羅斯失去耐心，特朗普渴望俄烏雙方能夠達成協議，並結束從拜登政府「繼承」的戰爭，但儘管特朗普與俄羅斯總統普京的互動和電話通話都非常好，但從未都知任何事情，因此特朗普對普京日益增長地感到沮喪。因此總統認為需要採取行動，在50日期限前便實施二級關稅。
立陶宛國防部長薩卡利埃內表示，立陶宛計劃為烏克蘭提供3,250萬美元，聯合購買美製愛國者防空系統。
教宗良十四世會見俄羅斯東正教對外關係部主任安東尼總主教。俄羅斯東正教在會後的表示，在談話中提出不少關於東正教與天主教對話狀況以及世界持續的衝突的問題，包括烏克蘭和中東。

## 7月27日
烏克蘭地方政府表示，截至27日上午9時，俄羅斯在過去24小時內襲擊赫爾松、蘇梅、尼古拉耶夫、第聶伯羅彼得羅夫斯克、頓涅茨克、盧甘斯克、切爾卡瑟、哈爾科夫、扎波羅熱和切爾尼戈夫等地，至少造成6名平民死亡，20名平民受傷。烏克蘭空軍表示，俄軍對烏克蘭各地發動導彈和無人機襲擊，其中從庫爾斯克、米列羅沃、濱海阿赫塔爾斯克、俄佔克里米亞等地發射83架見證者-136無人機和不明型號無人機。其中78架見證者-136無人機和不明型號無人機被防空部隊在烏克蘭各地擊落或因電子戰措施，未能擊中目標。蘇梅州州長表示，我使用無人機襲擊尤納基夫卡一架用於疏散平民的巴士，至少造成3名平民死亡，19名平民受傷。
烏克蘭武裝部隊總參謀部表示，自全面入侵以來，俄羅斯在烏克蘭損失1,049,250名士兵，過去一天俄軍有920人傷亡，累計損失11,057輛坦克、23,063輛裝甲戰鬥車輛、56,493輛車輛和油箱、30,822門火砲系統、1,449套多管火箭系統、1,201套防空系統、421架飛機、340架直升機、48,158架無人機、3,546枚巡弋飛彈、28艘船隻和1艘潛艦等。烏克蘭無人系統部隊總司令布羅夫迪表示，與5個無人機部隊指揮官討論俄羅斯25日試圖對多名烏克蘭無人機部隊指揮官進行協調打擊。
俄羅斯國防部表示，防空系統在過去一夜擊落99架無人機，其中布良斯克州36架、斯摩林斯克州21架、卡盧加州10架、伏爾加格勒州和羅斯托夫州各9架，其餘在俄佔克里米亞、沃羅涅日、庫爾斯克、莫斯科、下諾夫哥羅德、奧廖爾、坦波夫和黑海沿海地區。俄羅斯多地機場因無人機襲擊受到影響。
烏克蘭總統澤連斯基簽署命令，制裁45名俄羅斯公民和50家直接或間接參與俄羅斯軍事工業綜合體的公司。制裁包括全面凍結資產、暫時禁止管理或處置財產、限制貿易業務、暫停過境、航班和透過烏克蘭領土運輸，以及撤銷國家榮譽，法令將烏克蘭的制裁與歐盟的制裁同步。另外澤連斯基分別與法國總統馬克龍和歐盟委員會主席馮德萊恩通電話，商討烏克蘭的歐洲一體化進程以及進一步加強對俄羅斯的制裁。
俄羅斯總統新聞秘書佩斯科夫表示，俄羅斯希望透過外交和政治手段解決在烏克蘭的行動，但在確認未來與烏克蘭關係的原則前，將繼續軍事行動直至實現俄羅斯的目標。另外佩斯科夫表示，出於安全原因決定取消聖彼得堡年度海軍節海上閱兵活動，總統普京仍會前往當地出席其他活動。有消息指閱兵取消是由於同日烏克蘭對俄羅斯西部發動的大規模無人機襲擊。
烏克蘭基輔經濟學院研究所發表研究報告顯示，根據對物流資料的最新分析，俄羅斯自全面入侵烏克蘭以來，蘇聯時代的大量武器庫存已經耗盡，儲存設施的軍事物資數量已經恢復到2022年全面入侵烏克蘭之前，來自俄羅斯主要儲存區的貨物從2022年的242,000噸峰值下降到2025年的119,000噸，而目前俄羅斯的國防工業高度依賴中國的供應，其軍隊亦從北韓接收大量彈藥。

## 7月28日
烏克蘭地方政府表示，截至28日上午9時，俄羅斯在過去24小時內襲擊赫爾松、蘇梅、尼古拉耶夫、第聶伯羅彼得羅夫斯克、頓涅茨克、盧甘斯克、切爾卡瑟、哈爾科夫、扎波羅熱和切爾尼戈夫等地，至少造成4名平民死亡，40名平民受傷。烏克蘭空軍表示，俄軍對烏克蘭各地發動導彈和無人機襲擊，其中從俄羅斯利佩茨克州發射3枚匕首高超音速彈道導彈、從薩拉托夫地區發射4枚Kh-101巡航導彈、從庫爾斯克、米列羅沃、濱海阿赫塔爾斯克、俄佔克里米亞等地發射324架見證者-136無人機和不明型號無人機，主要針對赫梅利尼茨基州舊康斯坦丁尼夫。其中2枚Kh-101巡航導彈、309架見證者-136無人機和不明型號無人機被防空部隊在烏克蘭各地擊落或因電子戰措施，未能擊中目標。烏克蘭基輔市軍事管理局表示，俄羅斯向當地發動襲擊，至少造成8名平民受傷，包括1名兒童。
烏克蘭國家刑事行政服務局表示，俄羅斯晚上11時30分對距離扎波羅熱約20公里的比倫克村的監獄設施發射4枚炸彈，襲擊至少造成16名囚犯死亡，44人人受傷並住院治療，50多人當場獲得醫療援助。設施外圍沒有損壞，沒有越獄威脅。烏克蘭國會人權監察員魯賓內茲譴責這次襲擊是嚴重違反國際人道主義法，亦是俄羅斯戰爭罪的又一個證據，指出被拘留的人不會失去生命權和保護權。烏克蘭司法部長哈魯申科30日到訪監獄時表示，俄羅斯「蓄意」空襲監獄，形容是恐怖主義行為，違反國際法，俄羅斯無法任何證明監獄為軍事目標。烏克蘭已經要求國際組織到現場，記錄蓄意恐怖主義行為的事實。又指出監獄設有防空洞，但不幸的是由於這次攻擊的性質，無法使用防空洞。目前正在研究當中原因，包括這次襲擊究竟是如何進行的。
烏克蘭武裝部隊總參謀部表示，自全面入侵以來，俄羅斯在烏克蘭損失1,050,250名士兵，過去一天俄軍有1,000人傷亡，累計損失11,061輛坦克、23,064輛裝甲戰鬥車輛、56,596輛車輛和油箱、30,826門火砲系統、1,450套多管火箭系統、1,201套防空系統、421架飛機、340架直升機、48,393架無人機、3,546枚巡弋飛彈、28艘船隻和1艘潛艦等。烏克蘭軍隊庫爾斯克軍事小組發言人表示，烏軍已經奪回位於蘇梅州與俄羅斯邊境附近的金德拉蒂夫卡，並且擊退俄軍在當地的推進。烏克蘭軍方霍爾蒂恰作戰戰術小組表示，隨着俄羅斯繼續夏季攻勢，俄軍正在頓涅茨克州的波克羅夫斯克和科斯蒂諾丁尼夫卡鎮之間推進。強調俄羅斯沒有直接襲擊波黑羅夫斯克的直接威脅，而是正在試圖繞過該鎮並包圍該地。同時俄軍仍然沒有足夠人力來重複在馬里烏波爾和巴赫穆特戰役中的人潮攻勢。
俄佔頓涅茨克當局表示，烏克蘭無人機襲擊當地，防空系統擊落20架無人機，導致當地大範圍停電。
烏克蘭總統澤連斯基表示，自2022年俄羅斯爆發全面入侵以來，烏克蘭已透過交換將5,857人從俄羅斯的俘虜中帶回家，另有555人從戰俘交換中單獨獲釋，強調根據最近在土耳其伊斯坦布爾舉行的和平談判期間與俄羅斯達成的協議，釋放1千多名戰俘，烏克蘭希望釋放仍在俄羅斯被關押的平民。
烏克蘭國家安全局表示，拘留1名沃林州居民，涉嫌按白俄羅斯情報部門要求收集烏克蘭邊境防禦情報，包括監測烏克蘭武裝部隊在北部邊境的檢查站和防禦陣地，追蹤穿越該地區或駐紮在烏克蘭鐵路中轉樞紐的軍用列車。
烏克蘭國防部表示，烏克蘭國防採購局在2025年前六個月與國內武器製造商簽署的合同價值比去年同期多出38億美元，現在95%的無人機採購來自烏克蘭國內。烏克蘭駐德國大使馬凱耶夫表示，德國正準備向烏克蘭提供11套IRIS-T防空系統，目前為烏克蘭生產的每個系統都包括3個中程SLM發射器和2個短程SLS發射器。
俄羅斯航空公司表示，公司伺服器遭到黑客攻擊發生故障，近50班往返莫斯科的客機取消。親烏克蘭駭客組織「Silent Crow」表示，與俄羅斯反對派駭客組織「Cyber Partisans BY」合作對俄羅斯航空公司的網絡系統發動襲擊，摧毁公司的伺服器資料。
俄羅斯獨立傳媒「IStories」報道，俄羅斯軍事指揮官正在將失蹤士兵歸類為逃兵，以掩蓋戰場損失的真實規模和避免向死者家屬支付社會福利。而目前IStories收到50多份來自俄羅斯總統普京政府失蹤士兵親屬的投訴，並在俄羅斯11個地區的至少25個單位中發現類似的偽造。在大多數情況下，偽造檔案聲稱陣亡士兵在戰鬥任務中失蹤。
美國總統特朗普表示，考慮縮短俄烏要在50天內達成和平協議的期限，認為現時看不到任何進展，自己對普京感到非常失望，認為沒有理由再等下去，會考慮縮短早前對俄羅斯設下，要在50天內達成和平協議的期限，新的死線大約是10至12天內。烏克蘭總統澤連斯基在晚間講話中，歡迎美國總統特朗普發表的極其重要的聲明，指出俄羅斯正竭盡全力破壞和平的努力並拖長戰爭。
瑞士外交部表示，根據與各國議會聯盟的協議，瑞士有義務為官方代表參加在瑞士領土上舉行的國際活動提供便利，因此瑞士當局批准因支援俄羅斯全面入侵烏克蘭而遭到歐盟和瑞士制裁的俄羅斯聯邦委員會主席馬特維延科和俄羅斯國家杜馬副議長托爾斯泰在內的俄羅斯代表團入境。
歐盟國防事務專員庫比利烏斯表示，歡迎烏克蘭和歐洲其他非歐盟國家開始談判加入歐盟最新的IRIS-2安全衛星通訊計劃，以取代美國富商馬斯克旗下的星鏈衛星系統。
中國外交部發言人郭嘉昆表示，中國要求烏克蘭撤銷針對53名被指控支援俄羅斯在烏克蘭戰爭努力的個人和實體的制裁。形容錯誤是錯誤之舉，中國一如既往地反對沒有國際法或聯合國安全理事會授權依據的單方面制裁，敦促烏方立即糾正其錯誤，並消除負面影響。中方將堅定地維護中國公司的合法權益，並採取合適的回應措施。
2025年世界劍擊錦標賽在格魯吉亞舉行，俄羅斯和白俄羅斯運動員以個人中立運動員身份參賽，其中獲准參與比賽的是俄羅斯奧運金牌得主、陸軍少校韋利卡婭和奧運金牌得主、中尉伊戈里岩。格魯吉亞當局表示，知悉相關運動員的軍銜，當局有義務接受獲國際擊劍聯合會批准參賽的運動員入境。大批示威者在俄羅斯擊劍運動員居住的酒店附近進行示威活動，包括放鞭炮和高舉橫額，當中寫上「俄羅斯豬，這裏不歡迎你」和「今天有鞭炮，明天有冰雹火箭炮」等。

## 7月29日

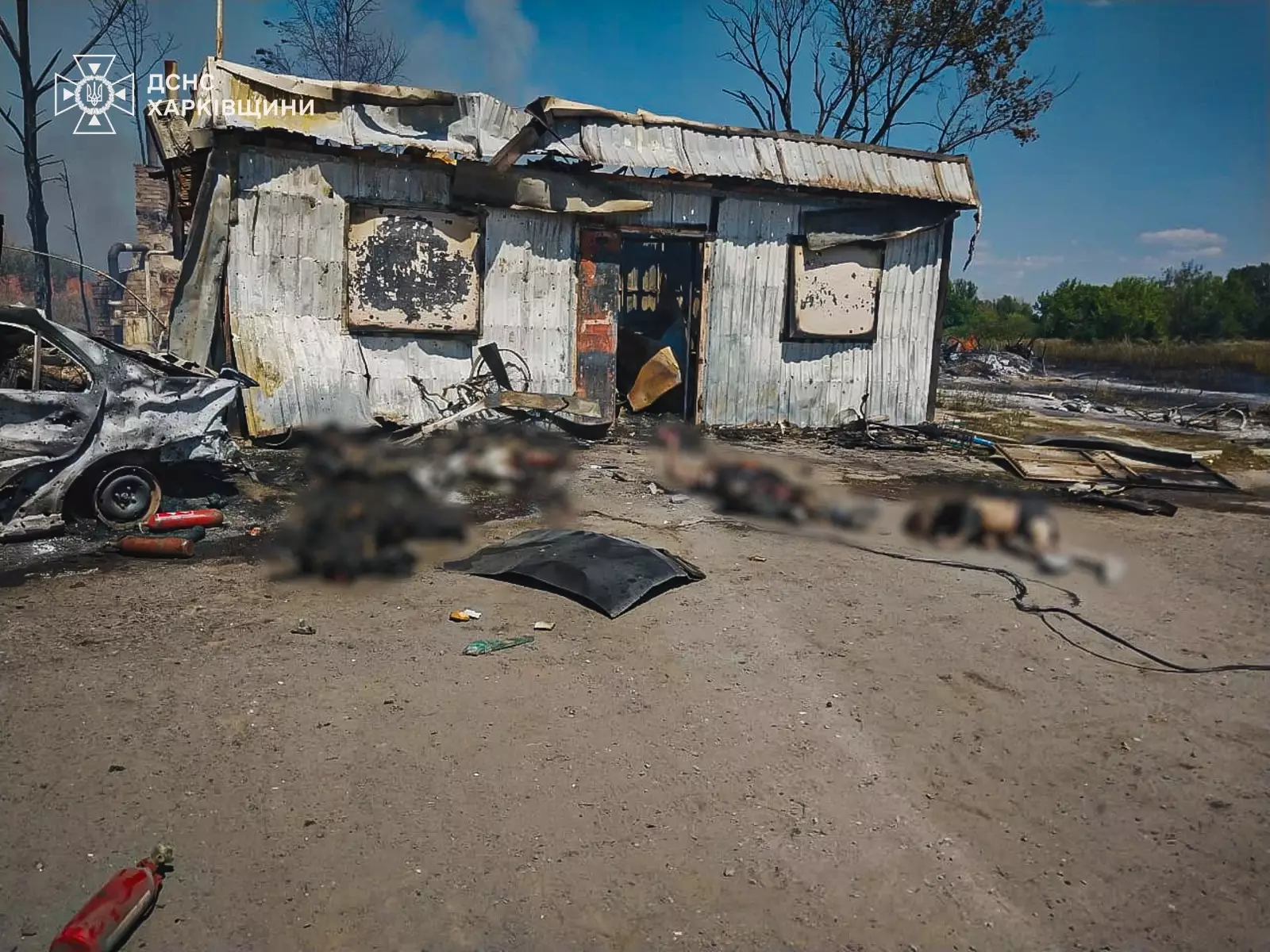
俄軍襲擊新普拉托尼夫卡市後

烏克蘭地方政府表示，截至29日上午9時，俄羅斯在過去24小時內襲擊赫爾松、蘇梅、尼古拉耶夫、第聶伯羅彼得羅夫斯克、頓涅茨克、盧甘斯克、切爾卡瑟、哈爾科夫、扎波羅熱和切爾尼戈夫等地，至少造成23名平民死亡，54名平民受傷。烏克蘭空軍表示，俄軍對烏克蘭各地發動導彈和無人機襲擊，其中從俄羅斯羅斯托夫地區發射2枚伊斯坎德爾-M彈道導彈、從庫爾斯克、米列羅沃、濱海阿赫塔爾斯克、俄佔克里米亞等地發射37架見證者-136無人機和不明型號無人機。其中32架見證者-136無人機和不明型號無人機被防空部隊在烏克蘭各地擊落或因電子戰措施，未能擊中目標。烏克蘭第聶伯羅彼得羅夫斯克州州長表示，俄羅斯對卡姆揚斯凱市發動襲擊，破壞一棟無人居住的3層建築和附近婦產醫院和醫院病房，至少造成3名平民死亡，包括1名孕婦，22名平民受傷，包括10名護士、1名醫療專家和1名孕婦。烏克蘭國家應急服務表示，俄軍對聚集在哈爾科夫州邊境城鎮新普拉托尼夫卡接受人道主義援助的平民發動火箭襲擊，至少造成6名平民死亡，3名平民受傷。
烏克蘭陸軍表示，俄軍對陸軍一個訓練基地發動導彈襲擊，部隊已經採取安全措施，但仍然至少造成3名士兵死亡，18名士兵受傷。陸軍已成立委員會就事件進行調查。
烏克蘭武裝部隊總參謀部表示，自全面入侵以來，俄羅斯在烏克蘭損失1,051,300名士兵，過去一天俄軍有1,050人傷亡，累計損失11,065輛坦克、23,064輛裝甲戰鬥車輛、56,687輛車輛和油箱、30,865門火砲系統、1,451套多管火箭系統、1,202套防空系統、421架飛機、340架直升機、48,585架無人機、3,548枚巡弋飛彈、28艘船隻和1艘潛艦等。烏克蘭國防部情報總局公布片段，於2024年9月11日在俄佔克里米亞海岸外的一次從未報道的行動使用第一人稱視角無人艇對俄佔黑海天然氣生產平臺發動襲擊。另外國防部情報總局表示，烏克蘭特種部隊在俄佔赫爾松地區坦德拉沙嘴展開「大膽登陸」的軍事行動，部隊登陸沙嘴摧毁俄軍雷達站和電子戰系統，在突襲期間烏軍沒有遭受損失，並成功將烏克蘭國旗插在沙嘴上。
俄羅斯獨立傳媒「Astra」報道，烏軍對俄羅斯羅斯托夫州發動大規模無人機襲擊，襲擊薩爾斯克鎮的一個火車站。俄羅斯羅斯多夫州代理州長表示，一輛民用列車受損，導致司機死亡。
烏克蘭總統澤連斯基簽署法案，允許60歲以上的烏克蘭公民在戒嚴期間自願入伍，60歲以上的人如果透過醫療委員會並獲得單位指揮官的批准，可以簽署為期一年的兵役合同。每人都要經歷兩個月的試用期，如果在這段時間內被認為不適合，合同會提前終止。法案沒有規定最高服務年齡限制，一旦戒嚴結束，所有合同將自動無效。
烏克蘭國家安全局表示，挫敗俄羅斯聯邦安全局暗殺烏克蘭第108獨立突擊營「達芬奇之狼」指揮官菲利莫諾夫的陰謀，俄羅斯聯邦安全局使用假旗策略和心理操縱來招募1名烏克蘭公民，冒認是烏克蘭國家安全局，欺騙該名公民為烏克蘭的利益而工作，該名公民認為自己正在協助殺害一名俄羅斯合作者，但事實上正被指示暗殺一名有勳章的烏克蘭指揮官。
俄羅斯航空公司表示，公司伺服器遭到親烏克蘭駭客組織攻擊發生故障，連續近50班往返莫斯科的客機取消。
美國總統特朗普表示，給予俄羅斯從今天起的10天最新期限，需要與烏克蘭達成停火協議，否則美國之後就會祭出關稅等措施，表明自己至今從未收到俄方回應。又指出可能會允許逃離俄羅斯全面入侵的烏克蘭人繼續留在美國，直至戰爭結束。美國財政部長貝森特在瑞典結束與中國的貿易談判後表示，北京可能因繼續購買俄羅斯石油而面臨美國嚴厲的貿易制裁，認為任何購買受制裁俄羅斯石油的人都需要面臨這一問題，又形容中國非常重視其主權。美國不想侵犯中國的主權，所以中國願意支付100%的關稅。

## 7月30日
烏克蘭地方政府表示，截至30日上午9時，俄羅斯在過去24小時內襲擊赫爾松、蘇梅、尼古拉耶夫、第聶伯羅彼得羅夫斯克、頓涅茨克、盧甘斯克、切爾卡瑟、哈爾科夫、扎波羅熱和切爾尼戈夫等地，至少造成7名平民死亡，21名平民受傷。烏克蘭空軍表示，俄軍對烏克蘭各地發動導彈和無人機襲擊，其中從庫爾斯克、米列羅沃、濱海阿赫塔爾斯克、俄佔克里米亞等地發射78架見證者-136無人機和不明型號無人機。其中51架見證者-136無人機和不明型號無人機被防空部隊在烏克蘭各地擊落或因電子戰措施，未能擊中目標。
烏克蘭武裝部隊總參謀部表示，自全面入侵以來，俄羅斯在烏克蘭損失1,052,190名士兵，過去一天俄軍有890人傷亡，累計損失11,066輛坦克、23,065輛裝甲戰鬥車輛、56,754輛車輛和油箱、30,895門火砲系統、1,451套多管火箭系統、1,202套防空系統、421架飛機、340架直升機、48,685架無人機、3,548枚巡弋飛彈、28艘船隻和1艘潛艦等。烏克蘭國防部情報總局表示，總局的網絡專家成功入侵俄佔克里米亞政府伺服器，取得大量檔案，當中包括數千份檔案，如被綁架的烏克蘭兒童個人資料、指定俄羅斯公民為監護人的非法監護任命、搬遷地址以及在俄羅斯控制地區重新安置的兒童記錄。指出相關文件進一步證實在俄佔赫爾松、俄佔扎波羅熱、俄佔頓涅茨克和俄佔盧甘斯克有組織地驅逐烏克蘭兒童的非法行為。
烏克蘭總統澤連斯基簽署法案，對參與俄羅斯秘密計劃運輸石油、武器和軍事人員的船隻和飛機進行制裁。
烏克蘭武裝部隊總司令瑟爾斯基表示，烏克蘭的整個領土都在俄軍導彈和無人機的射程範圍內，在經歷多次慘痛經歷後，有需要將軍事訓練儘可能地轉移到地下，以更好地保護士兵。強調改善部隊訓練和安全仍然是武裝部隊的首要任務。
烏克蘭國家安全局表示，自全面入侵開始以來，俄羅斯已經對烏軍發動1萬多宗化學武器襲擊，多次使用被禁止的化學制劑，包括K-51氯化苦、RGR三硝基甲苯化武手榴彈和RG-VO氣溶膠手榴彈，其中含有CS氯苄基烯丙腈和CN氯乙酮。
烏克蘭國家民族抵抗中心表示，俄佔當局強迫生活在俄佔赫爾松地區的烏克蘭父母申領俄羅斯護照，否則其子女將會被帶走，並且面臨失去父母身份的權利。如果不獲得俄羅斯護照，生活在佔領管治下的烏克蘭平民將無法獲得醫療援助，無法通過軍事檢查站，並且面臨被動員的風險。目前父母因為其孩子而被操縱，而孩子正因俄羅斯的教育而被操縱。現在沒有俄羅斯的護照，在被佔領土上生存是不可能的。
俄羅斯國營傳媒「俄羅斯新聞社」發表由專欄作家基里爾·斯特雷尼科夫撰寫，一篇題為「別無選擇：烏克蘭不該留下任何人活著」的專欄文章。當中將烏克蘭人描述為「對自己的命運感到滿意」，並且「準備接受死亡」，同時嘲諷地稱烏軍為「世界上最好的軍隊」。文章將烏克蘭士兵稱為「實驗室老鼠」，否認士兵的人性，並包括一些例如「死者不需要花邊內衣」的怪誕評論。文中斯特雷尼科夫重複克里姆林宮的宣傳，包括聲稱烏克蘭是西方的「軍事訓練場」，烏克蘭人只是美國和歐洲的棋子等。
美國共和黨參議員瑞胥和參議員威克提交1個「和平法案」，準備在財政部設立基金，允許盟友為美國向烏克蘭捐贈武器和軍事裝備提供資金。美媒「華爾街日報」引述法案內容報道，這是迄今為止最詳細闡述如何利用歐洲資金來武裝基輔的計畫。2位參議員分別主導軍事與外交委員會，法案將在國會山莊具有舉足輕重的地位。法案將在美國財政部設立一個基金，用於接受盟友的資金。美國國防部長可以利用資金支付承包商補充美國武器庫的費用，以便五角大廈能夠繼續向烏克蘭運送武器，而不會損害美國自身的軍事準備。法案希望能夠形成每年約50億至80億美元的資金流。

## 7月31日
烏克蘭地方政府表示，截至31日上午9時，俄羅斯在過去24小時內襲擊基輔、赫爾松、蘇梅、尼古拉耶夫、第聶伯羅彼得羅夫斯克、頓涅茨克、盧甘斯克、切爾卡瑟、哈爾科夫、扎波羅熱和切爾尼戈夫等地，至少造成9名平民死亡，107名平民受傷。烏克蘭空軍表示，俄軍對烏克蘭各地發動導彈和無人機襲擊，其中從庫爾斯克發射8枚伊斯坎德爾-K巡航導彈、從庫爾斯克、米列羅沃、濱海阿赫塔爾斯克、俄佔克里米亞等地發射306架見證者-136無人機和不明型號無人機。其中3枚伊斯坎德爾-K巡航導彈和288架見證者-136無人機和不明型號無人機被防空部隊在烏克蘭各地擊落或因電子戰措施，未能擊中目標。
烏克蘭基輔市長表示，俄軍向基輔發射一連串無人機和導彈，至少造成32名平民死亡，179名平民受傷，是俄羅斯全面入侵以來對基輔市最嚴重的襲擊之一，其中包括1名兒童死亡，12名兒童受傷，受傷兒童人數是基輔市自全面入侵開始以來的最高記錄。烏克蘭內政部長克里緬科表示，俄羅斯對基輔的大規模襲擊中使用裝備火箭動力的見證者系列無人機，標誌著對烏克蘭的無人機戰爭升級。
烏克蘭武裝部隊總參謀部表示，自全面入侵以來，俄羅斯在烏克蘭損失1,053,260名士兵，過去一天俄軍有1,070人傷亡，累計損失11,067輛坦克、23,066輛裝甲戰鬥車輛、56,822輛車輛和油箱、30,911門火砲系統、1,451套多管火箭系統、1,203套防空系統、421架飛機、340架直升機、48,894架無人機、3,548枚巡弋飛彈、28艘船隻和1艘潛艦等。烏克蘭軍方霍爾蒂恰作戰戰術小組表示，表示，否認俄羅斯國防部30日聲稱，俄軍已經從克拉馬託斯克-德魯日基夫卡方向的進攻中佔領恰西夫亞爾。戰術小組指出目前當地的情況與幾個月前相同。包括戰場監測組織「DeepState」的機構則分析表示，烏軍繼續控制恰西夫亞爾南部和西部的部分地區，其餘大部分由俄軍控制。
烏克蘭傳媒「基輔獨立報」引述烏克蘭國家安全局消息報道，安全局無人機襲擊位於俄羅斯西部城市朋札的一家無線電電子工廠，該工廠生產軍用級裝置，在發生大規模火災後，至少記錄11次爆炸。另外俄羅斯官員和媒體報道，過去一夜之間烏克蘭對多個地區發動大規模襲擊，包括針對朋札的一個工業設施和伏爾加格勒州的能源基礎設施。
烏克蘭總統澤連斯基與候任波蘭總統納夫羅茨基通電話。納夫羅茨基發言人表示，會上納夫羅茨基強調合作必須以相互尊重和真正的夥伴關係為基礎，波蘭將繼續對烏克蘭的持續支援，又形容俄羅斯是一個新帝國和殖民國家，由戰犯普京統治。因此烏克蘭與克里姆林宮政權作鬥爭，可以依靠波蘭的支援。澤連斯基則感謝波蘭自俄羅斯全面入侵開始以來的支援，表明重視波蘭提供的軍事、政治和人道主義等支援。另外總統澤連斯基表示，今年是「赫爾辛基協議」簽署50周年，當時包括美國、蘇聯等國在內的領導人簽署協議，同意確認國家領土完整性，確認和平解決爭端原則等。澤連斯基指出相信可以透過各種手段推動俄羅斯停止戰爭，但如果世界不以改變俄羅斯政權為目標，這意味著即使在戰爭結束後，俄羅斯仍然會試圖破壞鄰國的穩定。同時需要完全阻止俄羅斯的戰爭機器，是時候沒收俄羅斯每一個凍結資產，包括腐敗和竊取回來的財富，用來抵禦俄羅斯的侵略。
烏克蘭國會批准法案，增加政府的國防支出98億美元，資金將透過增加稅收和擴大國內借債來支付。在新撥款中，27億美元用於武裝部隊所有部門的軍事工資，51億美元將用於購買和生產武器、裝置和無人機。剩餘的將用於滿足其他前線和後勤需求。從8月1日開始，新的所得稅收入分配機制將生效，以維持戰爭努力，約60%的收入將用於國防部，主要用於無人機和武器，30%將用於國家特別通訊服務，以支援無人機的開發和運營，10%將用於前線的戰鬥旅。
美國總統特朗普回應俄羅斯聯邦安全委員會副主席、前總統梅德韋傑夫28日的帖文，帖文聲稱特朗普對莫斯科的「最後通牒遊戲」相當於對俄羅斯的威脅，並使美國本身更接近戰爭。特朗普回應時警告梅德韋傑夫注意自己的言論，指責對方是失敗的前總統，現在認為自己仍然是總統，所發表的言論越界，並且越來越煽動。另外特朗普表示，將從8月1日開始對印度出口到美國的商品徵收25%的關稅，並威脅就印度從俄羅斯購買能源施加額外懲罰。指出印度一直以來都從俄羅斯購買絕大部分軍事裝備，並與中國一道成為俄羅斯能源的最大買家，助長俄羅斯在烏克蘭的殺戮，因此將向印度徵收25%的關稅，外加上述行為的懲罰。特朗普在白宮會見傳媒時提到俄羅斯最近對烏克蘭的襲擊令人厭惡，重申克里姆林宮仍有大約八天的時間達成和平協議，否則將面臨制裁。亦提到美國總統中東問題特使威特科夫將於訪問以色列後到訪俄羅斯。
美國國務卿盧比歐表示，在本週一和週二與，美國官員與普京身邊的一些高層人士舉行新會談，旨在確定由美國提出在8月8日最後期限之前找到實現停火與和平協議的途徑。但盧比歐表明在這方面沒有看到任何進展，同時最讓總統特朗普煩惱的是，他接到一些很棒的電話，每個人都這是大家希望看到的結局，然後開啟電視看到的新聞，是另一個城市被炸。
美國參議院撥款委員會通過美國國防部852億美元預算，當中包括8億美元用於烏克蘭安全援助議和2.25億美元用於波羅的海安全倡議，當中大部份將用於支援烏克蘭。會上共和黨參議員麥康奈爾表示，刪除與烏克蘭的接觸將會破壞美國軍方為現代戰場作準備的努力。
聯合國安全理事會應俄羅斯要求召開會議討論在國際和平與安全受到威脅下討論烏克蘭局勢。俄羅斯駐聯合國副代表波利揚斯基表示，西方不少人一直在武裝基輔政權，形容衝突已經演變成北約對俄羅斯的全面代理戰爭，其中烏克蘭只是扮演着私營軍事公司的角色，用西方的武器捍衛西方利益。烏克蘭人已經完全失去表達的聲音，否則他們將會反對戰爭的繼續。俄羅斯將繼續在土耳其伊斯坦布爾繼續談判，俄羅斯的國家利益、和平生活和不受更能威脅的權利，永遠不會放棄。美國駐聯合國代理大使凱利在聯合國安全理事會上表示，總統特朗普認為俄羅斯和烏克蘭都必須透過停火和持久和平進行談判，現在是時候達成協議，而這必須在8月8日之前完成，否則美國將準備採取其他措施來確保和平，重申總統特朗普已經表明美國將會提供防禦性武器給北約盟友，並由盟友提供給烏克蘭，又引用北韓、伊朗和中國對俄羅斯的支援，認為美國對烏克蘭的國防支援不能與相關國家向俄羅斯供應武器和物資相比，這使侵略者能夠繼續全面入侵和佔領烏克蘭的領土。中國駐聯合國副代表耿爽表示，目前世界需要團結和合作，不是分裂與對抗，安理會並沒有對衝突各方實施制裁，中國與烏克蘭和俄羅斯保持正常貿易並不違反國際法。烏克蘭駐聯合國副代表哈伊維希恩表示，俄羅斯召開本次懷疑的請求令人憤世嫉俗，又再道德上令人嘩然，俄羅斯繼續將自己描繪成所謂西方干涉的受害者，然而俄羅斯繼續對烏克蘭發動一次又一次無情的致命攻擊，這才是本理事會應該進行緊急討論的議題。感謝合作夥伴和盟友提供軍事支援，不僅保障烏克蘭的生命，亦是對國際法秩序的捍衛。
尼加拉瓜傳媒「El 19 Digital」報道，尼加拉瓜總統奧爾特加30日向俄羅斯總統普京發出一封信，信中表明奧爾特加支持俄羅斯與在北約支援下的烏克蘭新納粹主義進行的英勇戰鬥，並且表示願意承認俄羅斯對目前部份佔領的烏克蘭四個州的主權。同時呼應克里姆林宮有關全面入侵烏克蘭的理由。如果尼加拉瓜確認正式承認，將會成為首個正式承認俄羅斯吞併頓涅茨克、盧甘斯克、扎波羅熱和赫爾松州的國家。烏克蘭外交部在31日發聲明，要求尼加拉瓜政府回應相關報道，認為若相關報道得到證實，烏克蘭將認為此類行為嚴重違反國際法，包括「聯合國憲章」的宗旨和原則、聯合國大會的決議以及尼加拉瓜的國際義務。烏克蘭保留以與這些不友好行動相稱的方式作出回應的權利。